# 石川理紀之助

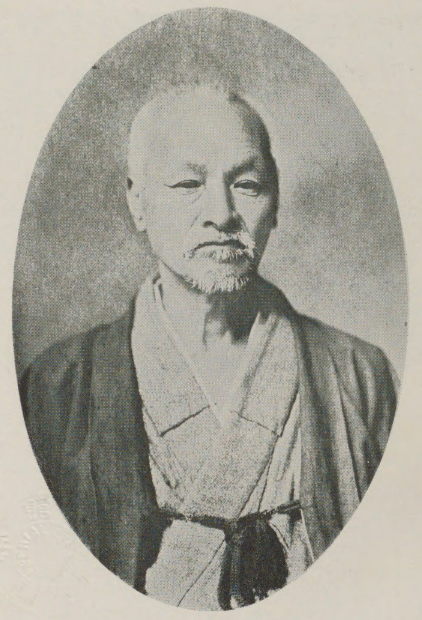
石川 理紀之助

石川 理紀之助（いしかわ りきのすけ、1845年4月1日〈弘化2年2月25日〉 - 1915年〈大正4年〉9月8日）は、秋田県潟上市の篤農家、明治から大正期の農業指導者。秋田県種苗交換会の先覚者。生涯を農村の更生、農家の救済、農業の振興のために捧げた。

## 人物
理紀之助は、毎朝3時に掛け板（かけいた）を打ち鳴らして村人たちを眠りから起こし、まだ夜が明けきらないうちから農事に専念し、困窮した村の再建に尽くした。こんな逸話が残っている。ある猛吹雪の朝、理紀之助がいつものように午前3時に掛け板を鳴らし、雪まみれになって家に入ると、妻が言った。「吹雪の朝に掛け板を打ったところで誰にも聞こえない。ましてこの寒さでは誰も起きて仕事などしないだろう」と。すると、理紀之助はこう答えたという。「そうかもしれないが、この村の人々のためだけに掛け板を鳴らしているのではない。ここから500里離れた九州の人々にも、500年後に生まれる人々にも聞こえるように打っているのだ」と。

## 生涯
出羽国秋田郡小泉村（現 秋田県秋田市金足小泉）の奈良周喜治・トクの三男。旧姓は奈良、初名は力之助、雅号は貞直と草木谷。石川理紀之助は奈良家の分家の生まれ。奈良家の宗家は金足村の豪農で、邸宅は秋田県立博物館の付属施設【旧奈良家住宅】として、1965年5月29日に国の重要文化財に指定されている。
奈良家宗家には江戸時代の文化人である菅江真澄が逗留している。石川理紀之助も菅江真澄が残した文章を収集していた。理紀之助は、1898年に自らの蔵書を焼失したことから、郷土の古書を活字にして残そうと出版を計画。理紀之助が編輯して発行した『秋田のむかし（巻一） 』（1898年）には菅江真澄が書き写した『房住山昔物語』が転載されている。真澄による書写本とはいえ、真澄の著作が活字になったのは、これが最初である。
1849年、5歳の頃、祖父喜一郎（号は甦堂、両湖）より文字を習う。
1853年、9歳、手習師匠の神谷与市左衛門に就き、習字を学ぶ。発句の会で「硯にも酒を飲まする寒さかな 力之助」という句を作って一座の人を驚かしたという逸話が残っている。この発句は、寒中の硯水が凍るのを防ぐため、祖父が硯に酒を混ぜて墨をするのを知っていたからである。
1854年、10歳、隣村高岡村の奈良三治の寺子屋に通った。
1855年、11歳、奈良家宗家に2回ばかり来ている菅江真澄の墓を秋田郡寺内村（現 秋田市寺内）に詣でて発見。詣でた日がちょうど真澄の27回忌の命日あたる7月19日で、その偶然に感激して、嬉しさのあまり、思わず「なき人を 慕う心や かよいけん 思わず今日の 時にあうとは」の和歌を吟じている。この和歌が理紀之助の詠歌の最初である。
1858年、14歳、同村の奈良家宗家主人の奈良喜兵衞に若勢奉公する。
（「年少なれど15歳で若勢20余人の若勢頭となる」との従来の説は、奈良家宗家の田地規模約百町歩（10万刈）のうち手作りは2町歩であることから、若勢2～3人の若勢頭であったと見直されている。）
1859年、15歳、この頃より早起きの習慣を養い、生涯午前2時前後の起床をなす。
1860年、16歳、秋田三大歌人（三歌聖、三歌仙）の一人、秋田城下西善寺の蓮阿上人に就き、和歌を学ぶ。1年半の間に約1万5千首の和歌の添削を受け、進境を示す。
1861年、17歳、蓮阿上人から貞直の雅号を授けられる。娘の婿にと見込んでいた宗家主人の奈良喜兵衞は、力之助の歌詠みや学問をやめさせようとして、留守中に歌稿と書物の一切を焼き捨てる。
1863年、19歳、自分の意思なく奈良家宗家の娘イシの婿として結婚させられる。一説に宗家の長男岩治の養弟となる。しかしながら、奈良家の分家法に従って42歳まで働いて、後に12～13町歩（一説に1万刈）の田地を貰った分家ではたいしたことはない。好きな学問を修め、歌道を究めたいと考え、江戸への遊学を願ったが許されなかった。
力之助はこのままの人生を送るにはとりかえしのつかないものになってしまうことを感じ、奈良家宗家を脱し江戸を目指して家出することにした。力之助は蓮阿上人に決意を語り、適当な奉公口を願い出た。
蓮阿上人は、京都の歌人大田垣蓮月に和歌を学んで蓮阿の号を賜り、京都の遠州公御流大森家茶道（現在の茶道玉川遠州流）4代家元大森宗震に閑院宮家と有栖川宮家の茶道を学んだ人物である。
力之助の決意に驚いた蓮阿上人は、やむを得ないと見てとると、早速知り合いの上肴町の橋本治兵衛と川口善助の二人に相談した。橋本治兵衛は、秋田市の橋本家に入婿した理紀之助の祖父奈良喜一郎の弟 奈良源之助である。三人は相談の結果、豪商で奉公人に暇を見て技芸を磨かせる家風の雄勝郡川連村（現 湯沢市川連町）の高橋利兵衛家を選び、7代高橋利兵衛への丁寧な依頼の書面をしたためた。
川連村を目指した力之助は、二朱の小遣い銭を使い果たしていた。途中、増田町の曹洞宗満福寺の第25世徳應禅孝大和尚に逢った。聴かれるままに話すと、禅孝大和尚は、「書面の通り、和歌の勉強ならば川連村の久保という部落に高橋利兵衛という偉い方がいるからその方に相談せよ」とのことで、力之助は増田町から川連村までの7km（実測）を歩いて高橋利兵衛を訪ねた。利兵衛は蓮阿上人らの書状を見て信用し、まずは裏地の蔬菜（そさい）畑や養鶏などの世話をさせることにした。利兵衛は力之助の読書と和歌の勉学に感心し、「和歌の勉強ならば江戸まで行く必要はない。隣部落の野村に小野小町の再来といわれている後藤逸女という和歌の大家がいるから、その方を訪ねて学べ」と教示した。後藤逸女は長男誕生の3年後に夫が亡くなり、秋田藩の江戸藩邸に出仕するも父の発病で一切の名利栄達を捨てて帰秋。2～4年後に父を亡くし、精神障害の長男と二人の孫、体の弱い母の一家5人の大黒柱として農作業に従事することに一生をささげ、苦しい生活にあっても和歌を続けることに自分の生きる喜びを見い出して生活をしている人生の達人であった。力之助は、かねてから聞いている歌人の後藤逸女がこの辺りに住んでいると聞いて飛び立つばかりに喜び、久保から野村までの4町（実測800m丁度）を歩いて、どこか顔に品のある老婆を見かけ、来意を述べた。力之助は、逸女の家の中で歌道や和学の話を聴き、その蘊蓄の深さに敬服した。逸女は当時49歳、孝子として、貞女として、歌人として、すこぶる孝徳の老婦人であった。力之助は、逸女が悟りの生活に徹し、誠なるものを求めてせまらない姿を見て感動した。古い農民生活、ただ働きそして虫けらのように死んでいくはかない運命にあきたらなく、自分の人生を求めてここに逃れて来た力之助である。貧しい老婆がこの天地の間に実に大きく悠然として息づいている素晴らしい現実に驚いた。力之助はここで後藤逸女とめぐりあい、自らの生きる方向をはっきりとつかむことになる。力之助は、川連村滞在中の1ヶ年、利兵衛の使用人となりながら、暇ある毎に逸女を訪れて歌道に精進する。そして和歌や和学の話を聴いて、自らの生きる理想を確かなものとして育てていったのである。かくして、力之助は、後には思うこと、言うことが直に和歌になった。理紀之助は書道の指導も受け、潟上市石川翁資料館所蔵の理紀之助の若き日の和歌の書体は逸女の書体と同じである。この理由から、理紀之助はその恩顧を余ほど深く感じたものと見えて、1890年（明治23年）、草木谷の堤に逸女碑を建立している。1900年（明治33年）可祝庵（かしくあん）への引越で可祝庵の門前に移設。さらに、1905年（明治38年6月27日）、古人堂文庫（旧地）の前に移設。可祝庵を建てて定住することにした時に草木谷から移し、さらに尚庵（しょうあん）に住まなければいけなくなった時に空き地がなく古人堂文庫の前に移している。この一連のことから、理紀之助は逸女の碑を常に自分の住居近くに置き、逸女の生き方を自分の生き方の心の支えにしたことがわかる。理紀之助没後の1982年（昭和57年）以降、逸女碑は、古人堂文庫と遺書文庫と一緒に現在の地に移されている。
歌人を志して家出した力之助は、後藤逸女の紹介で、61歳の高橋正作に会い、自らの人生の方向を決める。高橋正作は雄勝郡桑ヶ崎村の肝煎（村長）で、私財を投じて天保の大飢饉から農民を救い、地元の院内銀山を日本一の銀山に復活させた人物である。「自分は、窮民を命がけで救済する正作翁のような農業指導者、そして実践の教えを和歌で示す歌人にもなる。窮民を救い、教えを書で示す生涯こそがもっとも尊い」との志を抱いた。高橋正作は1894年（明治27年）92歳で死去した。最愛の師を失った理紀之助は声を上げて泣いた。その後、理紀之助は、県内の92ヶ所で高橋正作の追悼法要を行った。
さらに、力之助は、川連村で、12歳年上の伊勢多右衞門（初名は関恒松、2代関喜内の三男）を知る。
1899年（明治32年）元旦、理紀之助は川連村の元村長の8代高橋利兵衛を訪れ、後藤逸女の墓を参拝している。
1864年、20歳、父の召しに応じ、遊学を断念し帰る。7月宗家より離縁となり、復籍。生家で父の農耕を助け、家業に励んだ。
1865年、21歳、下虻川の肝煎の口ききで、隣村である南秋田郡山田村（現 潟上市昭和豊川山田）の肝煎 石川長十郎の長女 志和子（戸籍はスワ）と結婚し、婿となる。石川家の借金を5年で返済する。
1866年、22歳、名前を力之助から理紀之助に改める。この頃、小作米取立法を定め、雑木林と貯水池の紛争を解決する。
1872年（明治5年）から1883年（明治16年）までの12年間、秋田県庁に出仕する。その間、現在まで秋田県で毎年開催されるイベント種苗交換会を創設した。また、1880年歴観農話連を組織して、秋田県の農業の土台を作った。貧農を救済したいという思いから、秋田県庁を辞職。辞職後は生涯を農家経営の指導や、農村経済の確立に尽くした。当時は高利で借りた借金から、自作農が減少し、夜逃げする農民が頻発するようになっていた。理紀之助は「農民全てが豊かになり、みんなが自作農にならないかぎり、この指導は成功しないのではないだろうか。」と思っていた。
1877年（明治10年）4月、秋田県は明治の三老農の一人中村直三を招き、理紀之助とともに勧業吏として農業革新を計る。中村直三は明治11年県を去る。
1877年（明治10年）10月、33歳、内国勧業博覧会の用務で初めて上京。
1878年（明治11年）9月10日～19日、第1回秋田県勧業会議が秋田市浄願寺で開催される。由利郡平沢村役場勧業係の佐藤九十郎が、「農業振興のため、収穫の秋に優れた農産物を一堂に展示し、その種子を交換したらどうか」と提案。このアイデアを当時、県庁在勤中の理紀之助が全面的に賛成し、即時第1回の会を開催するように石田英吉県令（知事）に上申、実現する。11月29日～12月5日、第1回種子交換会（後の種苗交換会）が秋田市八橋で開催された。従って、正確に言えば“生みの親”は佐藤九十郎、“育ての親”は石川理紀之助である。それがいつの間にか理紀之助一人のものになったのは、まだアイデアが評価されない時代だったからか。当時の佐藤九十郎は35歳、理紀之助は34歳。若くて柔軟な頭脳が新鮮な案を生み、はち切れんばかりの馬力と情熱がその年のうちに種子交換会を実現したと思われる。佐藤九十郎は、後に本荘町の助役を務めた。
1879年（明治12年）、35歳、県の勧業御用掛として県内四老農（農業の賢人）を推挙し、県に任命してもらう。県内四老農は高齢の老人で、とても勧業御用掛として指導の第一線に立って活躍できるような人達ではなかった。理紀之助が推挙した理由は、幕末からそれぞれの地に在住して、地方の農業開発のため努力してきたこの四老農の功績を顕彰し、体得している貴重な農業技術を少しでも多くの農民によって継承してもらいたいからであった。理紀之助は、農民や農業の指導は単に技術や知識のみの伝達によってなし得るものではないという信念をもっていた。
1880年（明治13年）6月1日、36歳、県が中心となる会ではなく、いつでも自由に会合ができるように農民同志、農民自身の会とするため、県内四老農、地主74名の参加を得て民間勧業団体【歴観農話連（れきかんのうわれん）】を結成。会員500名。【歴観農話連】は、老農の長年の経験から身につけた農業技術を教えてもらう勉強会で、1898年（明治31年）まで続く。
1880年には県会議員に当選している。当時の選挙法は立候補を必要としていなかった。驚いた理紀之助は直ぐに辞職をしている。
1881年（明治14年）3月、37歳、内国勧業博覧会に係官として上京。石川は2月15日に内国勧業博御用掛となった前田正名を知る。明治14年設立の農商務省の農商務大輔（たいふ）の品川弥二郎に認められ、中央官庁に出仕するように薦められる。しかし、秋田県の勧業のために働くと固辞して受け付けなかった。念頭にあるのは、出世ではなく、ただ秋田県の農業のことであった。以降、品川公は、秋田県知事に転任するために挨拶に来る人々に対して【秋田に石川という勧業に熱心な人がいるから、よろしくと伝えてくれ】といわれるようになり、石川は歴代の知事からその伝言を聞いている。
1881年（明治14年）4月16日、前田正名32歳、大久保利通の姪石原イチと大久保邸で結婚。正名の親代わりは長崎留学時代からの親しみをもってフランスへ留学するときに先輩として世話をした大隈重信、媒酌人は鹿児島同郷の先輩松方正義夫妻であった。前田正名は同年8月6日大蔵省大書記官、11月5日大蔵省大書記官兼農商務省大書記官、11月8日に理事官となり欧米両州の産業経済事情調査を海外で1年2ヶ月行なう。
1881年（明治14年）9月の明治天皇の秋田県巡幸で後藤逸女と糸井茂助が宮内卿・侍従長の徳大寺実則に会えるのは、石川が前田正名へ依頼して9月初旬の巡幸先発官の審査を通ったためと考えられる。
1883年（明治16年）、39歳、江戸時代羽後国秋田郡七日市村（現 秋田県北秋田市七日市）の肝煎、長崎七左衛門が著した『老農置土産並びに添日記』（1785年（天明5年））と『農業心得記』（1816年（文化13年））を、『歴観農話連報告 第二号』（明治16年11月号）に全文掲載して種苗交換会の談話会員に配布し、各地老農の研究に資した。
1885年（明治18年）、41歳、自村の豊川村山田の戸数は25戸で、内訳は農業21戸、雑業4戸である。石川は、農業21戸のうち借金のある17戸を救うため、そして、借金の有無にかかわらず村人が一致団結して事業に取り組むことを誓って、【山田経済会】を設立した。
石川は収穫量を多くするため堆肥を2倍にしたり、生活費をきりつめたり、藁製品や蚕、果物を販売して居村 南秋田郡山田村の借金を7年で返済する計画を立て、5年で全額返済する。村人に朝仕事を励行させるための午前3時の【板木うち】がこの時から始まった。吹雪の朝も、元旦の朝も、3時に板木を打って、それから1軒1軒を巡回し、村人を励ました。石川は巡回した時、まだ寝ている家があっても、むやみに叱ろうとはせずに、その弱い心のために、共同作業、月例の集会、農祝いなどを行った。特別に借金が多く、耕地が少ない者には、自分の耕地や、村有地の一部を貸した。
1888年陽暦9月8日、44歳、農商務大臣井上馨の招請を受けて妻と上京。農商務省で、郷里南秋田郡豊川村山田の農業改革の実績を発表し、【経済のことば 14ヶ条】を披瀝した。その中でも【寝て居て人を起こす事勿れ】は、実践躬行、率先垂範を意味し、理紀之助の深いあたたかな人間愛から生まれてきた訓言である。この訓言は有名で、農業や企業経営に携わる人たちのみならず、現代人全般に向けたメッセージとして語りつがれている。
農商務省での講話の一切は『農商工公報』第46号附録となって1888年（明治21年）12月15日に刊行され、全国の関係官庁や有志に頒布された。そのため、石川の名声は、遂に全国の篤農家に知られるようになった。帰途、山梨県知事の前田正名に招かれて甲府にて講話し、身延山に参詣。また、千葉県を視察、講話をした。
なお、【経済のことば 14ヶ条】は、『農商工公報 第46号附録』（農商務省、1888年（明治21年）12月15日）の内容が『山田村経済新報記事』（農林省、1936年（昭和11年）12月18日発行）で一部分が訂正されているが、今日まで『農商工公報』の【経済のことば 14ヶ条】の影響を受けて記載している書物が散見される。
1889年（明治22年）2月1日の町村制施行により、南秋田郡山田村は南秋田郡豊川村山田となる。
1889年6月、養父長十郎が没した。
1889年、45歳、【山田経済会】の借金返済計画は見事にみのり、計画の7年より2年短い5年で借金の全額を返済した。世人は目をみはって奇跡に近いこの成功の秘策を尋ね、その実績と過程についての発表を求めた。
1889年9月、収入が殆どない貧農の小作農の気持ちや実態に合った指導ではないという世論の反論を素直に受け、自ら貧農生活を実践するため、草木谷（南秋田郡豊川村山田市ノ坪）で実際に貧農の生活を経験する山居生活に入る。草木谷は理紀之助の称した名称で、約1町歩(1ヘクタール)の土地がある。ここの水田は条件の悪い7～9反歩で、年によって面積が異なる。理紀之助はこの谷間に独居して、耕地の小作人となって貧農生活を始める。当時は自宅から山居迄は山越えが必要であったが、今は道路が整備され、潟上市郷土文化保存伝習館から山居跡の五時庵迄の距離は実測で1.7kmである。そして、自らの主張する方法が貧農救済に役立つということを身をもって示した。
1890年（明治23年）、46歳、【山田経済会】第2期計画を立てる。
1890年（明治23年）、秋田県有志は、稲種の研究、農具の改良で名をなし、『農家得失弁』の著がある明治の三老農の一人奈良専二を招く。
1890年、政府は予算で650万円削減したが、国庫の収入の増額を地租の増収とした。650万円は国費総額の5分の1にあたる。理紀之助はこの時、6,500字の意見書を書き、具体的数値をあげ統計を引用し、古今、東西の事例と比較して理路整然と地租増収の反対を論述している。
1891年、47歳、理紀之助は地価修正反対委員として沢木晨吉、目黒貞治、岡田正藏、佐々木慶助の諸氏で上京。当時の秋田県の国会議員五氏（二田是儀、成田直衛、佐藤敏郎、斎藤勘七、武石敬治）を応援し、政府に意見書として発表し、天下の公平な判断を仰いだ。反対委員は、実地調査意見書の理紀之助、運動者は嵯峨重郎と目黒貞治、会計は沢木晨吉と北島孫吉であった。理紀之助らの活動が功を奏し、地価修正案は3月14日の衆議院議会において18票差で否決された。
1894年9月1日の第4回衆議院議員総選挙に、秋田県第1区から立候補し、落選。得票数は、目黒貞治が632票（当選）、大久保鉄作が531票、石川理紀之助は2票。石川理紀之助は、記録上では、この選挙に立候補したことになっている。しかしながら、理紀之助は選挙に関わらないことを家訓にしており、理紀之助の史料に立候補した記録も残っていない。従って、理紀之助本人の意思による立候補であったかは、今後の研究課題である。
1894年11月、50歳、同志3名（森川源三郎、伊藤福治、佐藤政治）を伴い、東京にて雄勝郡山田村の中島太治兵衛も一行に加わり、東京芝公園の弥生館で開催された第1回農事大会に出席。総裁の北白川宮能久親王から日本一の老農として大日本農会紅白綬有功章を受け、閉会式に全会員を代表して答辞を述べた。前田正名の企画で、北白川宮能久親王の台命によって農事奨励のため九州各地の巡回講演を委嘱される。途中、広島大本営に天機を奉伺し、質素なる明治天皇の日常を拝見し感激を新たにする。翌年5月まで、熊本県1市8郡の9ヶ所、宮崎県7郡の8ヶ所、鹿児島県1市7郡の9ヶ所、長崎県1市5郡の11ヶ所、福岡県15郡21ヶ所、大分県15ヶ所の九州6県（佐賀県除く）の73ヶ所で延べ10,370人を前に豊川村山田の救済と草木谷の貧農生活を講演した。
1895年、51歳、町村農会設立のため奔走し、南秋田郡農会長となる。さらに、県農会を設立し、初代会長となる。理紀之助と森川源三郎の努力によって秋田果実組合が設立される。9月、山形市で開催された奥羽農事大会で講演。12月、四国各県、千葉県を巡回講演した。
1896年、52歳、秋田県農会の委嘱を受け、県内7郡48町村の適産調を開始する。理紀之助の肩から下げた袋の中には、どこで倒れてもよいように、顔を覆う白布、葬儀料、届けのための戸籍謄本が入っていた。適産調は、現代風に言えば、地域農業の関係者が協力し、農地、施設、労働力などの農業資源の分析や営農計画の策定、その具体的活動計画の推進の基礎を担ったものと考えられる。理紀之助は、最終日には徳行者と功労者を表彰し、感謝状を贈った。適産調の目的は、農業の衰退を回復し、将来の維持方法を設け、かつその実行の順序を確定するための資料を作成し、農家の本分を尽くして公共心を養い、町村経済の基礎を強固にするためである。適産調の調査内容は、土地によって気候や土質などの環境が異なるため、農村戸数、人口、土壌、気候、租税負担、土地所有、経済状況、生産状況、労働の仕方、生活習慣、農業団体、副業、村の歴史などである。南秋田郡は35町村のうち、16町村は適産調、19町村は土壌調査のみ実施した。1902年まで7カ年の歳月を費やして、秋田県と福島県三代村の2県8郡49町村を調査し、731冊の本にまとめた。
1897年の県内大凶作のため、1898年に県内60ヶ所を巡回し救荒策を実施。救荒策の最重要地区である横手市山内地域は5月5日～9日の5日間実施し、山奥の三又(三ノ又村)に5月8日～9日の2日間を費やして凶作を生き抜く策を教えて村民を救った。救荒策実施中の1898年5月23日、草木谷山居が放火されて焼失。日誌、詠草、著書70余巻、蔵書二千余巻をことごとく失う。
1899年5月11日、55歳、青森の第5回陸羽農事大会（東北実業大会）に出席し、前田正名に会う。帰途中、5月14日～17日に小坂町の適産調を実施した。
1899年6月9日、国法による農会法が公布され翌年4月1日施行のため、1899年11月11日に県農会長を辞職。
1900年1月10日、56歳、候庵から後の住居の可祝庵（かしくあん）の建築に取り掛かり、1月28日に可祝庵に移り住む。可祝（かしく）は、女性の手紙の結語【かしこ】の音変化である。候庵を農会事務所とする。1月14日、南秋田郡農会長を辞し顧問となる。4月9日、本宅と墓所の中間（現在の資料館周辺）に果樹を植える。
1901年8月9日、57歳、賞勲局から農業功労者として緑綬褒章に銀杯を併せて下賜される。
1901年12月19日、農商務次官で大日本農会幹事長であった前田正名に、適産調の状況と秋田県各村の反応を述べ、南秋田郡完了後どのようにしたらよいかという半ば相談の形の手紙を出す。
12月25日、前田正名から、桜島の噴火で北諸縣郡山田村の谷頭地区に避難した農民の開拓の志を起こさせてほしい旨の手紙が届く。
- （1）指導は2地区、日向国北諸縣郡山田村字谷頭村(現 宮崎県都城市山田町中霧島)と大隅国小根占（鹿児島県大隅町）。（2）指導者は石川の門下3～4名を望む。（3）滞在期間は6ヶ月～1年を望む。（4）生活費は最低廉。（5）住居は粗末ながら前田正名の谷頭一歩園事務所が可能。

1902年（明治35年）1月6日、58歳、適産調役員会議を開催し、前田正名からの指導出張依頼の手紙について協議。前田正名に協力して宮崎県に行くかどうか、各自、家族と相談の上、9日まで書面で返事することを約束する。
1月9日、前田正名から依頼した要件の返事催促の電報あり。
1月13日、前田正名に手紙を送る。
- （1）出来得るように門人と相談する。（2）旅費、日当、報酬は、不要である。（3）滞留中は、宿だけ提供してほしい。（4）私は近年非常に老衰で、適産調も同志に譲り、手伝いに出張することを昨冬に決議した。（5）誠に恥じ入る状況だが、唯、この度の依頼は別天地の事故、勇気を養って今一線と思う次第である。

1月18日、嗣子次男老之助の詠進した新年御題「梅」が御前披講に決定する。
1月30日、御前披講の祝賀歌会を開催。九州行きを決定する。
2月～3月はその準備に没頭する。九州への出立にあたって、1人百円ずつを用意。五十円は往復の旅費、五十円は病気などの備金として貯金する。
4月1日石川自村を出立。2日、森川源三郎、佐藤政治、伊藤甚一、伊藤与助、田仲源治、伊藤永助、佐藤市太郎の同志7名と能代駅を出立し、弘前、青森着。
3日仙台。4日東京（5人）水戸回り（3人）。5日東京の取引の書店訪問。6日水戸回り（3人）と東京で合流。7日中島歌子に会う。8日新橋発、名古屋。9日京都。10～11日奈良県吉野見物。12日奈良見物。13日東本願寺参詣、建仁寺の方丈 （ほうじょう、禅宗寺院の居室）にて邦光社大歌会、田仲源治の妹と佐藤政治の娵（よめ）が7日に病死の電報を受け取る。14～15日京都で前田正名に会い、15日は五二会及び第2回全国実業大会の開会に出席し平田東助農商務大臣に面謁。16日京都発、下関着、汽船で門司着、門司発夜行。17日大宰府参詣、熊本着、三角薩摩屋発船夜行。18日鹿児島着。18日と19日は前田正則に二泊。19日は終日、鹿児島市の深江芳太郎の案内で鹿児島見物。
20日3時起、深江芳太郎の案内で、午前7時鹿児島～国分まで汽車、それより車で午後5時、日向国北諸縣郡山田村字谷頭村の前田開墾事務所（谷頭一歩園）に到着。
4月21日午前2時起床、午前直ちに村人60～70名に出張の趣旨を講話。指導開始、深江芳太郎帰る。深江芳太郎は5月9日、10月11日当地を訪問。
一行8人は、前田正名の事業に協力して、村づくり指導で10月1日までの6ヶ月間滞在。日中は地区内を巡回して農業を指導し、夜は宿所兼夜学校で、礼儀作法、算術、読書、作文、竹細工などを指導した。理紀之助らは、わずか半年間の夜学会であったが、一行8人の懇切丁寧な指導は地区民の信望を集めた。九州滞在中、石川の小泉の実家の兄奈良恒助が5月8日に死亡。ついで6月20日、恒助の妻女（理紀之助の義姉）が死亡している。
9月16日、石川は病気のため不勤、先祖の苦労を忘れないための祈念碑【しまうつりの碑】を完工、部落民が建碑祭を行う。石川一行は建碑祭に出席し参拝、祝宴は不参。ただし建碑祭と祝宴に石川一行が補助金1円87銭を出す。
10月2日～13日、小根占村（現 鹿児島県南大隅町）に滞在し、講話。
10月14日～18日、鹿児島市に滞在し、講話。15日は、谷頭から理紀之助一行についてきた夜学生3人の父兄3人が迎えに来て、16日午前10時に別れる。夜学生3人は、櫻原金之助（22歳）、村岡新之助（15歳）、竹森重二（13歳）である。
10月19日、午前7時鹿児島発車、車外見送り8名、車内は深江芳太郎らが加治木八幡神社（通称岩下八幡神社）まで見送る。国分駅（現在の隼人駅）着、八幡神社参拝、午後国分村で講話。
石川一行の宮崎県と鹿児島県の指導の成果を物語る資料の一部が石川翁資料館にある。夜学会108名（谷頭事務所62名、干草事務所46名）、貯金525人（宮崎県10ヶ部落442人、鹿児島県2ヶ部落83人）、夜学舎6ヶ所設立、講話及び諸会36ヶ所、講話125回、品評会2回、書類25冊、建碑 しまうつりの碑、試験田15ヶ所となっている。
10月31日～11月6日、福島県三代村で適産調を行う。
11月8日に帰村。
1903年2月2日、59歳、和歌の師 中島歌子の葬儀に参列。
1903年9月4日、後継者の次男 老之助が病没（享年34）。墓碑は旧暦の明治三十六年陰七月十三日卒。
1905年5月9日、61歳、石川理紀之助は、地元の豊川村山田の人々に残すべき40条の訓言を屏風に書いた。裏には貯金預証を張り付けてある。屏風は、豊川村山田の【山田経済会】を作った当時の心を忘れるなという意味をこめ、修身斉家の道を書き連ねた。屏風の内容は、次の通りである。
天地の御恩を忘するべからず。産土神氏神を敬い、祖先の御墓を大切にすべし。父母を始め凡て老人を大切にすべし。但し良きものを喰わせ着するより心に苦労をかけべからず。兄弟姉妹嫁姑の間睦ましかるべし。女房の言うことを、みだりに用ゆべからず。子孫の愛におぼれて、我侭さすべからず。父母なき子、夫婦に後れし老人、かたわ、病人は恵むべし。みだりに生物を殺すべからず。廃れたるものは、人も器物もなるべく用ゆべし。村中は殊に睦まじくすべし。正直と礼を正しくすべし。自ら働きて人を使うべし。人の上は言うべからず。万事、堪忍すべし。難儀なる事は自分にして易きことは人にゆずるべし。人より仇されたらば、恩にて返すべし。物知り顔すべからず。予算を立て、竈（かまど）を持つべし。朝寝、夜更かし（よふかし）すべからず。遊芸を学ぶべからず。暇あらば学問すべし。無尽を建べからず、加入すべからず。利益ありとて、家業の外の事すべからず。家産は祖先のもの也。人の保証となるべからず。馬口労すべからず。大酒呑むべからず。博奕は勿論賭け事すべからず。煙草のむべからず。流行に入るべからず。深く料理を好むべからず。地形の境を正しくすべし。山林を大切にすべし。貯金、饑飢、備え等怠るべからず。備えは貸すべからず。度々取替るべからず。組合および村中の者へ必ず貸すべからず。この屏風を用いる婚礼と葬式は人の竃に奢りの入る時也。慎むべし。貢租は勿論、他に収むべきものは窮する程速にすべし。経済会は同じ事にても、相談の上すべし。此の事、一身に行わざれば身修まらず、一家に行わざれば家衰う、一村に行わざれば村乱る。慎むべし。 明治三十八年五月九日 於尚庵（しょうあんにおいて） 石川理紀之助 記す
1905年5月9日同日、伊藤甚一は、石川理紀之助の屏風を基に、部落貸し出し用の屏風を作っている。両方の屏風を比較すると、伊藤甚一は石川の屏風をそのまま写さず、少々アレンジしたことがわかる。
1905年6月27日、61歳、石川は、吉凶屏風を部落民に披露する。同日、古人堂文庫の前に2月5日に草木谷から移してきていた後藤逸女の歌碑を建てる。
1905年、自ら棺及び墓碑を用意しつつ、世のために奔走。
1907年、63歳、御歌所長高崎正風の古希寿宴に地方三歌人として招かれる。
1908年、64歳、東宮の秋田行啓に際し、令旨及び菓子を拝領する。1908年と1911年には、東北歌道大会を秋田で開催。当時の御歌所長の高崎正風を2回招待して、歌道の普及に尽力する。地方人にして詠進し、下賜品を得たのは、異数の出来事であった。
1908年、有栖川宮家10代有栖川宮威仁親王の慰子妃より理紀之助に詠進の内命があったので、「山賊（やまがつ）が 市にひさげる 炭俵 口ばかりこそ よき世なりけれ」の和歌一首を奉る。
1910年、66歳、山田の村民が、八幡神社の祭典に理紀之助の木像を祠に納めた。末長く村を見守ってもうらう意味で、いわゆる生祀とは異なるものであった。
1910年、66歳、秋田県米穀検査所生産米検査部長を拝命。
1911年、慰子妃は、手箱と菊紋形短冊箱の下賜品に添えて、「世の中の 人のねぶりも さますべし 天（あめ）にちかひて つくかねの音（ね）は」の和歌一首を贈った。
1912年4月10日、68歳、住まい近くの茶畠に木庵を建てる。後に元木庵と命名する。現在の茶畠文庫である。
1912年、秦豊助秋田県知事から懇望されて秋田県仙北郡西仙北町強首村九升田の農民を救済・更生指導した。同年、森正隆新潟県知事（前秋田県知事）に招かれて、新潟県で講話。
1913年、69歳、宮城県知事に就任した森正隆に招かれて、宮城県で講話。
1914年、70歳、福島県、宮城県、岩手県に、出張講話する。8月17日（旧暦 6月26日）、妻 志和子（戸籍はスワ）病没（享年66）。墓表は前田正名の書で「石川理紀之助宝 志和子之墓 大正三年七月十七日卒」で一致しない。
宮城県登米郡の半田卯内郡長の学校教育の振興に力を注ぐ姿勢に共感。半田郡長の招請を受けて、1914年10月6日、広大な水田となった中田沼の開墾地を訪問。感慨の和歌一首を詠む。【中田沼の開田を見て 底ふかき中田のぬまも田となりて いまはいなほのなみのみぞたつ】。この和歌の碑が登米市中田町の大泉揚水機場にある。中田沼は天和年間（1681～83年）新田開発のため堤防を築いて作られた人口沼。面積は582ヘクタール（宮城県分499ヘクタール、岩手県分42ヘクタール、中田分41ヘクタール）で、東京ドームの124個分の面積。1907～1912年にかけて登米郡の事業として干拓が行われて水田となっている。
1914年10月20日、秦豊助秋田県知事、郡長ら数十名の参列のもと、平鹿郡角間川町木内、布晒部落の救済事業を開始。角間川の中村吉太郎宅を事務所兼住居とする。12月30日、木内に指導助手と考えていた小野岡義民が引越する。
1915年、71歳、北秋田郡阿仁合町の菊池長三郎が、『石川理紀之助百歌集（原本の外題は石川理記之助百歌集）』を装丁する。同年8月5日、強首村九升田指導第一期完了。同年8月17日、この日から床に伏す。
亡くなる2日前の9月6日に、秋田県知事の阪本三郎（坂本三郎ともいう）に奉書を書く。奉書は、言葉が美で実践に欠ける公務員を嫌うことを示している。
理紀之助の門人、伊藤甚一自筆の日記【奉書 坂本公】
- 一、言葉美なるものハ大事尓用ゐヘ可ら須
  - 言葉美なるものは大事に用いべからず
- 一、言葉多きものも又用ゐヘ可ら須
  - 言葉多きものも又用いべからず
- 一、欲望と立志を心か介るものハ用尓立たす・・・・立志は立身の誤字であろう。
  - 欲望と立志を心掛けるものは用に立たず
- 一、天の無欲を敎育の基とセされハ人道治まら須
  - 天の無欲を教育の基とせざれば人道治まらず
- 大正四年九月六日 石川理紀之助謹書

理紀之助の門人、佐藤政治自筆の記録【奉書 阪本公】
- 一、言葉美ナルモノハ大事ニ用ユヘカラス
  - 言葉美なるものは大事に用ゆべからず
- 一、言葉多キ者モ用ユヘカラス
  - 言葉多き者も用ゆべからず
- 一、慾望ト立身ヲ心懸ケル者ハ用ニ立タス
  - 欲望と立身を心掛ける者は用に立たず
- 一、天ノ無慾ヲ敎育ノ基トセサレハ人道修マラズ
  - 天の無欲を教育の基とせざれば人道修まらず
- 大正四年九月六日 石川理紀之助謹書

研究者、川上富三の記載【奉書 坂本公へ】
- 一、言葉美なるものは大事に用ふべからず
- 一、言葉多きものは用ふべからず
- 一、欲望と立身を心掛ける者は用に立たず
- 一、天の無慾を教育の基とせざれば人道治まらず
- 大正四年九月六日 石川理紀之助 謹書

伊藤甚一・佐藤政治・川上富三の【奉書】の比較
- 伊藤甚一の日記と川上富三の著書の記載は、【人道治まらず】である。
- 佐藤政治が理紀之助逝去3日後の1915年（大正4年）9月11日に記した記録は、【人道修まらず】である。
- 漢文の同訓異字【おさめる、をさむ】において、【治（チ）】はやすらかに落ちつかせる、【修（シュウ）】は正しくする・ととのえる。
- 1916年（大正5年）発行の『天下之老農石川理紀之助』に【人道治まらず】と記載されて以降、橘仁太郎・伊藤理一郎・児玉庄太郎・石川太朗・川上富三は、同様に【人道治まらず】と転記している。
- 1930年の【石川翁教訓の碑】（旧豊川小学校の校門付近に建立、現在地は豊川コミュニティセンター）の碑文は【人道治まらず】である。

辞世の歌は次の通りである。
- 「歌袋 一つたずさえ いでたたん 玉もこがねも 身にもたずして」
- 「おそろしき かたちつくりし 白雲も きえてあとなき 人の世の中」
- 「何をいわん 妻さえ子さえ わが身さえ 生きて心に まかせざる世に」
- 「生まれては 釈迦も孔子も 死ねるものを 命を人の などをしむらん」

1915年（大正4年）9月8日午前9時40分永眠、享年71。法名は天聖院殿実禅密行大居士。9月9日午後10時電報で農事改良の功労者として従七位追贈。
1915年9月10日正午より葬儀が挙行され、石川の師たる蓮阿上人の分骨碑の真向かいに埋葬し、記念として銀杏一本を傍らに植えられた。

## 没後
1916年～1995年（大正5年～平成7年）の史実は、『石川理紀之助翁生誕150年記念誌』の55頁～84頁に詳しく記されている。
1918年9月8日、秋田市八橋の日吉八幡神社に【石川翁碑】が建立される。碑文は前田正名の撰並書。三浦亀朋刻。
1920年（大正9年）、石川の子孫と門人と地域住民が石川会を結成する。
1921年8月28日、石川の7回忌を記念すべく、尚庵歌会の発起の下に広く歌友の出捐を得て歌碑「磨くその力によりて瓦とも玉ともなるは心なりけり（原文は、み可くそ能力耳よ里帝瓦とも玉ともなる盤故々ろなり介利）」が建立される。三浦亀朋刻。
1936年、南秋田郡教育会と南秋田郡小学校長会により、理紀之助の業績を讃える【石川翁山居之跡記念碑】の除幕式が南秋田郡豊川村山田草木谷（現 潟上市昭和豊川山田字市ノ坪）で盛大に開催された。
1937年初秋、【石川理紀之助百歌集】が隣県から秋田県立図書館にもたらされ、譲渡の交渉が始まる。
- 1938年4月、前秋田県農会長で仙北郡内小友村長でもあった佐藤維一郎によって【石川理紀之助百歌集】が秋田県立図書館に寄贈された。1945年6月27日、【石川理紀之助百歌集】は第二次世界大戦の空襲による焼失を防ぐため、南秋田郡豊川村山田の石川文庫（具体的には大正6年に建造されていた遺書文庫）への疎開が行われた。

1947年（昭和22年）8月12日、昭和天皇が南秋田郡昭和町（現 潟上市昭和）に行幸（昭和天皇の戦後巡幸）。町内の展望台で石川理紀之助に関する説明を聞いた。石川の遺蹟陳列場では一々遺蹟品に手を触れつつ、特に石川の【寝ていて人を起すことなかれ】の書には一入興味深げに目を止め、石川の孫にあたる石川太郎（54歳）には【祖父の志をついでしっかりやってね】と言葉をかけた。
1957年（昭和32年）、財団法人石川翁遺跡保存会が設立された。
1964年、石川理紀之助翁50年祭が昭和町で開催された。
1991年（平成3年）、石川理紀之助翁顕彰会が設立された。
1996年12月8日、宮崎県都城市民は、石川の功績を讃えるため、JR九州吉都線谷頭駅前に胸像を建立。
2004年5月1日、石川翁顕彰会が『石川翁顕彰会会報復刻版 第39号～創刊号 （平成16年～平成2年）』を発行。
2004年10月13日、石川翁顕彰会が『歌集「歌ぶくろ」 石川翁顕彰短歌大会十周年記念誌』を発行する。
2007年6月23日～8月5日、秋田県立博物館が秋田の先覚記念室企画コーナー展「歌人後藤逸女～和歌に生きた生涯～」を開催。
- 7月14日、秋田県立博物館で湯沢市の髙橋傳一郎による講演会「歌人 後藤逸女」が開催された。展覧品と講演により、日々の生活に追われても、和歌を通じて雅な心を忘れなかった逸女の生き方は、忙しい現代に生きる私達にも学ぶべきものがあり、逸女の生涯を知ることによって、これからの生き方を考えるきっかけを来館者に与えた。

2008年1月18日、福田康夫首相は、施政方針演説の結びで、『心のじょうぎ』（財団法人石川翁遺蹟保存会認可記念、石川榮太郎発行、1957年）6頁記載の石川理紀之助の名言「井戸を掘るなら水の湧くまで掘れ」を引用して、「井戸を掘るなら水が湧くまで掘れ」と自身の決意を表明した。
2009年、瀬之口ヤス子が明治35年の石川一行8人の宮崎県中霧島村谷頭地区の村づくり様子の伝記（絵本）を出版。
- 『秋田からの爽風 石川理紀之助翁物語 瀬之口ヤス子・文 藤村理・絵』は、半年という短い期間で、石川らが村人に農業だけでなく、節約し貯金すること、規則正しい生活習慣を身につけること、勉強や仕事に精だすことなどを教え、村の発展に尽力した姿を描いている。

2011年、都城市民40名が【山田のかかし笑劇団】を結成。石川ら一行8人が身をもって示した勤労や倹約の姿勢、ボランティア精神を伝える。
2014年1月18日～3月20日、【平成25年文化庁劇場・音楽等活性化事業 わらび座ミュージカル ～石川理紀之助ものがたり～ リキノスケ、走る！】が、たざわこ芸術村小劇場で開催。公演回数59回。わらび座63年の歴史の中で小劇場最高の入場者数8,150名を達成した。
2014年、潟上市と宮崎県都城市山田町地区の住民や教育関係者でつくる山田地域づくり推進協議会が、教育交流事業を開始。
2014年11月16日、後藤逸女研究家の小林忠通が、『後藤逸女生誕200年記念石川理紀之助没後100年記念 秋田県立図書館所蔵、秋田県公文書館所蔵 後藤逸女・石川理紀之助・釈蓮阿・佐竹義厚公・蓮月尼・菅江真澄の書を読み解く』を発刊。
2015年6月、都城市の【山田のかかし笑劇団】が来秋。【山田のかかし笑劇団】は、潟上市大豊小学校、秋田県立博物館、秋田グリーンサムの杜で、都城市の農民を救った演劇【石川理紀之助翁物語】を映像も交えて公演。
2015年6月18日の衆議院予算委員会の質疑で、秋田三区の衆議院議員村岡敏英は、安倍晋三内閣総理大臣と麻生太郎副総理に、農業の大改革に向けての必要な精神として、【石川理紀之助翁は500里離れた人々にも、500年後に生まれる人々にも聞こえるように掛け板（かけいた）を打ち鳴らしている】という真に人の心を打つエピソードを紹介し、【寝て居て人を起こす事勿れ】の訓言を説明した。
2015年6月20日、NPO法人 秋田グリーンサム倶楽部が、『「改革者」たちの軌跡 チーム「石川理紀之助」が現代に遺したもの』を発刊。同日、後藤逸女＆石川理紀之助研究家の小林忠通が、『秋田県立図書館所蔵 日本人の心 定本 石川理紀之助百歌集』を発刊。
2015年7月、潟上市の「潟上の地域資源を探る会」が、農事指導者 石川理紀之助と地元の指導者 菅原源八の名言や短歌を集めた日めくりカレンダーを発刊。
2015年9月12日、小林忠通が、『秋田県立図書館所蔵 日本人の心 定本 石川理紀之助百歌集 増補改訂版』を発刊。同日、潟上市の石川翁顕彰会が、【石川理紀之助翁生誕170年・没後100年記念事業記念講演会】を潟上市昭和公民館で開催。
- 記念講演会は、NPO法人 秋田グリーンサム倶楽部 理事長の佐々木吉和が【チーム石川理紀之助】を講演、横手市出身の講談師の宝井琴桜が【聖農・石川理紀之助物語】を講談した。

2015年9月26日から11月30日まで、秋田県立博物館が【生誕170年 没後100年 理紀之助と貞直 ～農聖の底に流れるもの～】を開催。
2015年10月10日から12月13日まで、横手市立平鹿図書館が【石川理紀之助展】を開催、同館所蔵の貴重書『苹果品定（へいかしなさだめ） 石川理紀之助著』を展示した。
2015年10月22日から11月8日まで、秋田県立図書館が【生誕170年 没後100年 秋田の先覚 石川理紀之助展】を開催。貴重資料17点を展示した。
2015年11月3日、潟上市教育委員会が、石川理紀之助の偉業を市内外に広く知ってもらうことと地域力の向上を目指して、第8回石川理紀之助翁検定を昭和公民館で開催。
- 小学生から大人まで31人が、テキストと照らし合わせながら潟上市の石川理紀之助翁資料館（潟上市郷土文化保存伝習館）や遺跡群を見学し、午後から講義により石川の足跡を学んだ。一般試験に23人、中級試験に8人が挑戦し、合格者には石川理紀之助翁伝習士として認定証が交付された。

2015年11月7日、石川翁顕彰会が、和歌を詠んだ石川理紀之助にちなんだ第21回石川翁顕彰短歌大会を昭和公民館で開催。
- 一般の部には135首集まり、最優秀賞の天賞2点に、秋田市牛島の渡部栄子の「うまい米できたとかるがる米下ろす妹は愚直に農業に生きる」と秋田市外旭川の佐藤チヱの「腹を据え農を守ると跡継ぐ子米価度外視けさも田に出る」が選ばれた。中学生以下のジュニアの部には103首の応募があり、天王南中2年の花房謙羽が詠んだ「妹がつって帰ったザリガニがぬけがら残し新たな姿」が最優秀賞となった。主催した石川翁顕彰会（潟上市）の藤原幸作会長が受賞者に表彰状を手渡した。

2015年11月11日から2日間、秋田県潟上市の石川翁顕彰会26名が都城市山田町を訪問。【山田のかかし笑劇団】の案内で、1902年に石川理紀之助らが建立した【しまうつりの碑】、1996年に都城市民が石川理紀之助の功績を讃えるために建立された石川理紀之助翁胸像などを見学。
2016年1月7日から3日間、秋田県潟上市の天王、天王南、羽城の3中学校の1、2年生4名ずつ12名、教員らの計20名が都城市山田町を訪問（団長は天王中の舘岡和人校長）。
- 初日は石川理紀之助が夜学で教えた人の子孫宅を訪れて直筆の書を見たり、石川理紀之助翁胸像を見学。【山田のかかし笑劇団】による演劇を通じ、石川の功績も学んだ。2日目は市立木之川内（このがわち）小学校や山田中学校で秋田の特産品や祭りなどを映像で紹介したほか、お互いの学校を紹介し合い、一緒に授業を受けた。潟上市の生徒たちは、集会や掃除前後の黙想、校内でスリッパを履くことなど学校規則の違いを知った。2日目夜は都城市の宿泊研修施設「かかし館」で、地元の中学生23名らと交歓会を行い、都城の方言を使ったクイズなどを楽しんだ。交歓会は、地元の小中学校や住民らで構成する「山田地域づくり推進協議会」が企画。最終日は日南市、宮崎市などを見学した。

2016年2月4日から2日間、県教育委員会などの主催で、第30回秋田県教育研究発表会を潟上市の県総合教育センターで開催。
- 「郷土あきたの教育への提案」をコンセプトに掲げ、初日は県内教諭らが「郷土あきたに学ぶ」と題してパネルディスカッションを実施。ふるさと教育を通じて養われる資質や力について意見交換し、今後のふるさと教育の在り方を探った。県内外の教諭ら650人が参加。パネリストの県総合教育センターの八木澤徹指導主事は、潟上市ゆかりの農業指導者 石川理紀之助を題材に作成した道徳資料集を、小中学校の道徳の時間に活用した例を紹介。人物の心情を読み解く道徳にとどまらず、石川の生き方を通して自分は困難にどう立ち向かうか、リーダーの心構えとは何かについて考える主体的な学びを展開。「古里の先人を取り上げることで古里を愛する心が育まれる」とし、「まずは各地域の先人を見直すことから始めてはどうか」と提言した。

2016年3月19日、石川理紀之助を題材にした演劇「かけ板の音 -HOMAGE TO RICKY-」が潟上市昭和の羽城中学校視聴覚ホールで上演された。
- 五城目高校演劇部による初めての企画。理紀之助の思いを伝えようと部員7人が150人を越える観客の前で熱演した。地元に何もないと嘆き、県外への進学を考えている高校生の元に理紀之助が現われるというストーリー。理紀之助ゆかりの里山で環境保全に努める「草木谷を守る会（潟上市）」に参加したことで公演の話が進んだ。
- 理紀之助が19歳の頃に後藤逸女と高橋正作に出会い、逸女作の短歌【世の中に ありふる憂(う)きも 嬉(うれ)しきも 心一つの さだめなりけり】で「世の中はいろいろなことがあるが、結局は自分の心で決まるものだ」と教え諭されたこと、私財を投じて大飢饉から農民を救った高橋正作から「自分が農民だからこそ農民を助けなければならない」と教えられたことを演じ、理紀之助の思いに刺激を受けた生徒たちが「生まれ育った場所だからこそ自分たちが地元を盛り上げなければならない」と考え直し、地域おこしに取り組むまでを上演した。
- 脚本は五城目高校演劇部顧問の亀田茜教諭、劇団わらび座のミュージカル「リキノスケ、走る！」で理紀之助役を務めた近藤真行が演技指導をした。

2016年3月30日、文化庁【芸術による地域活性化・国際発信推進事業】の助成を得て、秋田市中心街エリアなかいちのにぎわい交流館多目的ホール（250席）を会場とする劇団わらび座によるミュージカル【新・リキノスケ、走る！】のロングラン公演が決定したとの制作発表記者会見が秋田商工会議所で行われた。上演は2016年11月6日～2017年2月26日、計125回の予定。実行委員会の構成は、秋田県、秋田市、秋田県教育委員会、秋田市教育委員会、秋田魁新報社、JA秋田中央会、秋田商工会議所の7者。
2016年5月20日、秋田県最大の農業イベントである「第139回秋田県種苗交換会」が2016年10月29日（土）から11月4日（金）までの7日間、湯沢市で開催されることが決まった。湯沢市での開催は2007年以来9年ぶり通算12回目。石川理紀之助は湯沢市の偉人として、秋田県四老農（農業の賢人）の高橋正作と糸井茂助、理紀之助の和歌の師である後藤逸女の功績を顕彰している。
2017年1月7日、小林忠通が、『秋田県民を救済した石川理紀之助翁の救荒事業』を発刊。
2017年2月19日、小林忠通が、『甲谷喜兵衛翁没後１００年記念 横手市山内地区を救済した石川理紀之助翁の救荒事業 増補改訂版』を発刊。山内地区の住民に100冊配布された。
2017年4月29日、小林忠通が、『定本 石川理紀之助翁』を発刊。
2017年10月30日、石川理紀之助翁顕彰会が、『石川理紀之助翁ゆかりの碑マップ100』を発刊。
2018年4月21日、小林忠通が、『よくわかる石川理紀之助 その思想と絶筆』を発刊。

## 石川理紀之助の遺跡地
秋田市金足の「旧奈良家住宅」（秋田県立博物館の分館）前の道路際に、生誕の地を示す大きな石碑「百年碑 石川理紀之助誕生之地」が建っている。
秋田県潟上市昭和豊川山田字家の上64に潟上市郷土文化保存伝習館（石川理紀之助翁資料館）がある。近隣には、晩年の住居であった尚庵を中心に、茶畠文庫、備荒倉、梅廼舎、古人堂文庫、遺書文庫、三井文庫、石川会館などがある。また、山合いの草木谷に石川理紀之助が貧農生活を実践した山居跡があり、五時庵が復元されている。
潟上市郷土文化保存伝習館は、郷土の先覚者である石川理紀之助の数多くの遺著・遺稿・収集文書などの保存と公開を行い、次世代をになう人々の育成と地域文化の発展を目的として、1981年（昭和56年）7月に石川理紀之助翁遺跡地のなかに設置された。石川理紀之助翁遺跡地は、秋田県が石川ゆかりの建造物と著書・遺品などを保存して、石川の思想・生活・業績をそのままの姿で後世に伝えるために、1964年（昭和39年）4月16日に県史跡に指定したもので、潟上市昭和豊川山田字家の上と字市ノ坪の二か所からなっている。石川理紀之助翁遺跡地の敷地にはいくつかの建造物が現存しており、石川の思想と行動を明らかにするためにも、遺跡地の詳細を紹介する。
- 草木谷山居跡（くさきだにさんきょあと）
  - 草木谷山居跡の案内板は、【草木谷（県指定遺跡地） ここ草木谷は石川理紀之助が四十五歳の時、貧農の心を知り、貧乏からぬけ出す途を探るために、一小作人として貧しい貧乏生活をしたところである。（明治22年から約10年間住む） 谷間の九反歩を耕し、三年間で七〇〇円の利益を上げるという斬新な農業経営は、当時の人々の耳目を驚かせた。（当時・米・・・一石六円・反収・・・一石五斗） 石川の独創的な経営観や教えを求めて、近隣の若者達がここに集まってきたのもこの頃で、石川はその若者たちと、次第に衰退していく農村振興の方策を求め語りながら、適産調実施への準備をしていたのである。現在の「五時庵」は、石川の常居としていた庵で、明治三十一年五月二十三日の火災以前は、このほかに図のような棟数があった。「五時庵」のいわれ・・・火災後、知人や門人が石川の住む庵を5時間で作ったことから。 昭和町教育委員会、潟上市教育委員会】。
  - 草木谷山居は、1889年10月13日（明治22年旧9月19日）、世論の反論を素直に受け、自ら貧農生活実践のために秋田縣南秋田郡豊川村山田市ノ坪（現 潟上市昭和豊川山田字市ノ坪）に建てた山居である。草木谷は理紀之助の称した名称で、ここには条件の悪い水田が7反歩位あった。理紀之助はこの谷間に独居して、耕地の小作人となって貧農生活を始める。伝習館から山居跡の五時庵迄の距離は、実測すると1.7kmである。

- 石川翁山居の跡碑（いしかわおうさんきょのあとひ）
  - 石川没後二十周年記念として、豊川小学校発案により、南秋田郡教育会と南秋田郡小学校長会が主催となり、郡内児童、生徒、教員の拠出金によって建立された石川の業績を讃える記念碑。草木谷山居跡にある。
  - 表碑題額の【石川翁山居之跡碑】は内務大臣後藤文夫の書。その下に【寐帝居帝人をおこ春事勿連（寝て居て人をおこす事勿れ） 草木谷】と石川が遺した千古の金言を掲げた。書は石川の真筆の拡大である。裏側の昭和十年十月十三日の碑文は山口蘭渓の書。三浦亀朋刻。
  - 昭和11年、記念碑の除幕式が盛大に開催された。

- 五時庵（ごじあん）
  - 山居後、明治23年、免職となった巡査小野崎弘一家の来訪を救うために最初の小屋を譲り与え、石川は別に九尺四方の小屋を建てた。
  - 1898年（明治31年）5月23日焼失し、日誌、詠草、著書70余巻、蔵書二千余巻をことごとく失う。
  - 弟子達が集まり、5月27日5時間でその小屋を立て直したので、五時庵と名付けた。

- 潟上市郷土文化保存伝習館（石川理紀之助翁資料館）
  - 石川の遺著・遺稿・収集文書などの展示室と収蔵庫、さらに図書室・学習室・研修室などをそなえた施設。

- 樅の木（もみのき）
  - 樅の木前の案内板は、【石川翁は、四十五才頃から暇をみては、ここの山を崩して沢を埋めていた。大体現在のような状態になるまで埋めたてたのが明治三十三年。翁の随筆に、「私がこの沢を埋めはじめたころは、この樅の木は私の身長より小さかったが、今、予定どおり埋めおえたら、もう、私よりぐんと大きくなっている」と過ぎ去った十余年の歳月をふりかえっている。それから更に年月は過ぎて、樅の木は亭々（ていてい）と大空にそびえている。】。

- 石川家墓所（いしかわけぼしょ）
  - 墓所前の案内板は、【明治二十年にはこのような屋根つきの墓地になっていたようである。「祖先のお墓を大切にすべし」を家の教えとして日拝（にっぱい）を行（ぎょう）としていた。石川翁の墓石は、翁が六十三才の時につくったもので、左側に妻、右側に師匠の蓮阿上人がねむり、更に先祖の墓碑、二人の子どもの墓石が並んでいる。】。
  - 窓口四間の奥行一間、それの両側一間に三尺のそでをつけた屋根がけの建物で、13基の墓石などが整然と一列に並んでいる。理紀之助の墓石は石川が明治40年63歳のときに建立したもので、墓石の文字は石川の自筆。左側に妻、右側に和歌の師である蓮阿上人、さらに先祖の墓碑、長男民之助、次男老之助、孫の太朗の墓などがある。
  - 石川家の墓所のある場所は花畑といった。花畑は、特別の功労があったということで御免地屋敷または花畑（栄誉のハナを掛け）といわれている。覆いは明治15年頃の廃材である。
  - 墓所内の左上に石川の書かれた【日拝板】が掛かっている。この【日拝板】には、先祖の命日の日にち毎にその下に戒名を書いている。以下に戒名は省略し、人数で示す。「日拜、三日-戒名1人、五日-戒名6人、七日-戒名1人、九日-戒名1人、十日-戒名2人、十二日-戒名1人、十三日-戒名1人、十四日-戒名1人、十七日-戒名1人、十九日-戒名1人、廿一日-戒名2人、廿二日-戒名1人、廿三日-戒名1人、廿四日-戒名3人、廿五日-戒名4人、廿六日-戒名3人、廿七日-戒名1人、廿八日-戒名1人、廿九日-戒名1人」。そして最後に「明治廿年旧七月十三日、十二代石川理紀之助」と書いている。川上富三の『石川理紀之助翁研究拾遺－遺蹟地は語る－』123頁は、廿二日と廿五日の戒名人数誤植、廿六日の記載漏れ、旧七月十三日を七月十三日と誤植している。
  - 石川理紀之助は明治20年43歳自作の【日拝板】に自らを12代と書き付けている。一方、筑波大学助教授の佐藤常雄は、『日本農書全集 第63巻』451頁で、石川理紀之助を13代と位置づけている。

- 蓮阿上人分骨碑（れんあしょうにんぶんこつひ、れんなしょうにんぶんこつひ）
  - 墓所前と墓所内の説明書は、【蓮阿上人分骨碑は大部分の遺骨なので、分骨というより本当の墓に近い。「明治七年建立 明治三年八月二十日卒、年七十四其骨千此」。上人から理紀之助の雅号「貞直」を授けられた。上人の一首「春秋もわからぬときわの山松はおのが千と せもしらでへぬらん」（碑面に刻む）】。
  - この説明書は誤植が多い。『石川理紀之助翁研究拾遺－遺蹟地は語る－ 川上富三』128頁に「年七十四、其骨于此」、「春秋もわからぬときわの山松は、おのが千とせもしらでへぬらん」と記している。同著128頁に「蓮阿上人は明治三年八月二十日、年七十四才でこの世を去った。」とあるが、蓮阿上人は秋田人名大事典では明治三年八月二十四日卒である。
  - 2016年2月13日の現地調査で、碑面はくずし字で「蓮阿 春秋も王可らぬ とき八能山松盤 おの可ちと世も し良天遍ぬらん」、碑の右側面は楷書で「明治三年八月二十四日卒 年七十四其骨于此」と判明。石川が蓮阿上人の正しい没年月日で分骨碑を刻されたことが証明された。于は「ここに」の意である。

- 椿窓庵（ちんそうあん）
  - 石川54歳の住居。石川自筆の【経済のこと葉 為石川三之助 明治31年10月18日】（個人蔵）と石川翁日記『克己 明治32年2月5日、同年8月2日』に記されている。
  - 『石川理紀之助翁研究拾遺 川上富三著』の39頁では、後に可祝庵となる場所であっただろうと想定されている。

- 候庵（こうあん）
  - 現在の石川家墓所の傍らに建ててあった石川の住居。
  - 明治32年2月8日、石川55歳、草木谷山居の五時庵から候庵に引越した。住所は秋田縣南秋田郡豊川村山田十二番地。
  - 明治45年、石川68歳、元木実習場の小屋の一部を明治45年4月10日に候庵に移築したため、現存しない。

- 可祝庵（かしくあん）
  - 可祝庵跡前の案内板は、【可祝庵（かしゅくあん）の跡 「可祝（かしゅく）」とは「かしこ」で、手紙の最後に使うことば「敬具」・「敬白」と同意。一番高く、自分の田地がみわたされ、さらに墓地と本宅の中間に位置するこの土地に間口三間、奥行一間の庵を建て、その前に二間に二間半の古人堂を建てたのは明治三十三年である。候庵（こうあん、墓地の傍）からここに移り、晩年を過ごそうとしていた。】。案内板の可祝庵（かしゅくあん）のルビは誤植で、可祝庵（かしくあん）が正しい。
  - 石川56歳、老後の住居として本宅と墓所の中間（現在の石川会館の場所）の桐木畑に建て、移り住んだ。住所は秋田縣南秋田郡豊川村山田四番地。明治32年7月29日に材木を買い入れ、候庵から可祝庵への引越日は明治33年1月28日。候庵は事務所として継続した。可祝庵の周りには、柿と梨とスグリと桃などの果樹を植えてあった。

- 備荒倉（びこうそう）
  - 備荒倉前の案内板は、【凶作、食糧不足に備えて玄米、籾（もみ）、麦、稗（ひえ）などをむして備えておいた石川家の倉。一日一合の米があれば、一人を救いうるとの古人の言葉に従って自らの食糧五合の中から一合あてよせて、たくわえたものである。】。
  - 石川翁日記『克己』の初出は明治33年10月4日。備荒倉前の案内板では石川家の倉とされるが、大きさからして飢饉の時に飢人を救うための倉との兼用と考えられる（『石川理紀之助翁研究拾遺－遺蹟地は語る－ 川上富三』）。
  - 理紀之助が貯蔵した籾（もみ）約30石が現在も保管されている。
  - 建てた年は不詳。備荒倉内部に下井川町の学校の教師をしていた大沼省三（号は三圭）が描いた【天明の飢饉】の大きな絵が掛けられている。当代の石川紀行は、大沼省三は【天保の飢饉】の絵も描いたとのこと。

- 梅廼舎（うめのや）
  - 梅廼舎前の案内板は、【翁の次男老之助が草木谷に建ててあった農舎。老之助の死後（明治三十六年死亡）ここに移し遺物語として老之助の木像を安置して孫の教育のよりどころとした。梅廼舎の号は、老之助の和歌「うれしくも 年の始めに梅さきぬ かめにやさん かざしにやせん」によって石川があとからつけたもの（明治三十五年勅題「新年梅」の詠進歌。陛下の午前に披講されている。）】。
  - 明治35年1月18日に老之助が詠進した新年御題「梅」の和歌「うれしくも 年のはじめに 梅さきぬ かめにやささん かざしにやせん」が御前披講となった。
  - 案内板の説明において、老之助の和歌「かめにやさん」は誤植で「かめにやささん」が正しい。山茶花（サザンカ）の掛詞と思われる。
  - 石川59歳、明治36年9月4日に嗣子次男老之助が病死。明治36年11月7日に草木谷にあった老之助の農舎を本宅上の丘に移築し、老之助の和歌から採って梅廼舎と名付けた。
  - 老之助の木像を安置し、老之助の農具や書籍も置き、孫たちの教育のよりどころとした。

- 尚庵（しょうあん）
  - 尚庵前の案内板は、【石川翁が晩年十年間生活した庵。（六十一才から七十一才まで） ①板の間・・・村童学習室、学習用の机・古新聞・農具等あり。②むしろの間・・・翁の常居、机・かさ・けら等あり。③畳の間・・・客間、ここが翁臨終の間である。聖賢に間に古人堂を祀っている。④物置 ※入口の板木は午前三時にたたいて村人を起こしたもの。この建物は、明治38年、翁六十一才の時に建てたものである。】。
  - 明治38年1月16日61歳～亡くなる71歳までの晩年の10ヵ年を過ごした庵。
  - 村の子供たちの学習室となった板の間、理紀之助の常居であったむしろの間、客間と石川の尊敬する聖賢たちをまつった畳の間、そして物置の四部屋からなっている。また、入口には、午前3時にたたいて村人を起こした板木がつるされている。
  - 石川61歳、孫のために明治38年1月4日に可祝庵の移転に取りかかり、梅廼舎の向かいに移設して尚庵と名を改めた。

- 茶畠文庫（ちゃばたけぶんこ）
  - 茶畠文庫前の案内板は、【明治四十五年大久保村元木実習場（潟上市昭和大久保元木）の事業が終わり、その一部建物の払い下げを受けて建築した。主として秋田古文書類及び生前購読した諸雑誌類を保存していた。】。
  - 石川66歳、明治44年4月17日に大久保にあった三間×六間位の小さな小屋を産米検査員養成の元木実習場とする。その小屋の一部を明治45年4月10日に候庵（現在の石川家墓所付近）に移築して木庵を建て雑誌と年報類を収蔵し元木庵と命名。石川翁日記『克己』明治45年5月18日に「茶畑文庫棚付け（原文のまま）」と書かれている。移築した現在の地は自家用の茶の木を栽培したところで茶畠といわれたため、茶畑文庫ではなく、茶畠文庫と称している。
  - 茶畠文庫に秋田地方の古書類と購読した雑誌類を置き、住居の尚庵に愛読書を置き、古人堂文庫（トタン文庫）に大切な書籍を置いていたと考えられる。

- 二棟の右側＝古人堂文庫（こじんどうぶんこ）
  - 古人堂文庫前の案内板は、【明治三十一年五月、草木谷草庵を全焼し、数千の蔵書が烏有に帰した。古人がその志を述べた幾多の書籍を失ったことを痛感した翁は火災につよいトタン張りの書庫を建てた。これが古人堂文庫である。明治三十四年この書庫を建てた時、石川翁は「このような書庫は秋田県では、はじめてであろう」と言っている。ここに蔵書をおさめ、毎年曝書（ばくしょ）をし蔵書目録と照合して大切に保存していた。】。
  - 川上富三は『石川理紀之助翁研究拾遺－遺蹟地は語る－』で、古人堂文庫の建造を明治33年4月（145頁）、遺書文庫の建造を昭和17年（79頁）にしている。
  - 筑波大学助教授の佐藤常雄は、『日本農書全集 第63巻』で、古人堂文庫と遺書文庫の二つの建造を明治34年（448頁）とした。しかしながら、古人堂文庫の建造は石川翁日記『克己 上』123頁から明治33年4月が正しい。
  - 理紀之助は明治31年に草木谷の草庵を全焼して数千の蔵書を灰にしてしまった苦い体験から、1901年（明治34年） 4月に大金75円を投じて、火災に強いトタン張りの古人堂文庫を建造し、参考書籍1万冊を蔵した。昭和12年、この1万冊は完成した三井文庫に移動した。
  - 移設前は、左側が古人堂文庫、右側が遺書文庫であった[30]。

- 二棟の左側＝遺書文庫（いしょぶんこ）　注：川上富三は遺著文庫とするが石碑碑文に遺書文庫と刻されている。
  - 『石川翁写真帖 石川会本部発行 大正15年』写真9の解説から大正6年の建造である。石川理紀之助の18年間の遺筆の一切を保存し、合わせて門下生の筆録を蔵した。さらに、遺書文庫は第二次世界大戦の空襲による焼失を防ぐために利用された。
  - 『図書館沿革誌 秋田県立図書館編 1961年』176頁「6 図書疎開」に、【かねて連絡の上去る17年建設の南秋田郡山田の石川文庫に、貴重書を預かる事となり、昭和20年6月27日その疎開が行われた。石川文庫も収容に制限のある事であって、多くを望めなかった関係から左記図書のみ委託することとなったのである。秋田の落葉31冊、伊豆園茶話31冊、真澄遊覧記109冊、家蔵文書100冊、政影日記25冊、石川翁百歌集2帖、貴重函2函、弥高文庫4棚。終戦後の10月になって、これらの図書は無事本館に戻った。】。この記載において、石川文庫は大正6年建造の遺書文庫、「石川翁百歌集」は「石川理紀之助百歌集」である。
  - これらの書物の現在の所蔵は、真崎勇助の「秋田の落葉」・戸部一（懃）斎の「伊豆園茶話」・「秋田藩家蔵文書」・「梅津政景日記」・「弥高文庫」は秋田県公文書館、「菅江真澄遊覧記」は秋田県立博物館、石川翁百歌集は秋田県立図書館である。貴重函2函は定かではない。
  - 真崎勇助（1841年～1917年）は石川より4歳年上の郷土史家、考古資料の収集は約8,000点、菅江真澄の書籍を収集し価値づけた人物。真崎勇助と石川は交友。『石川理紀之助翁研究拾遺－遺蹟地は語る－ 川上富三』の117頁に菅江真澄が古書を書き写した『房住山昔物語』を真崎勇助から借りて石川が『秋田のむかし（巻一）』（1898年）を編輯発行、また同書91頁に石川が真崎勇助から6種の本を購入したと記されている。石川翁日記『克己』に真崎勇助から明治31年9月3日借りて10月19日に返して書き写した記録がある。安藤和風の時雨庵文庫（秋田県立図書館所蔵）、東山太三郎の東山文庫（秋田県公文書館所蔵）、真崎勇助の真崎文庫（大館市立中央図書館蔵）は、秋田県の歴史と文化を学ぶ上で、貴重で、しかも多くの資料を提供することから県内三大文庫に数えられている。『秋田の先覚1 近代秋田をつちかった人びと 秋田県』（1968年）に、後藤逸女・石川理紀之助・真崎勇助の功績が記されている。

- 石川文庫（いしかわぶんこ）
  - 狭義には三井文庫、広義には遺跡地にある文庫（茶畠文庫・古人堂文庫・遺書文庫・三井文庫）の総称をいう。

- 三井文庫（みついぶんこ）
  - 三井文庫前の案内板は、【三ツ井文庫 石川翁の業績と思想、そして遺跡保存などの顕彰に献身している石川太朗（石川の孫）を中心する石川会の事業に感動した財閥三井報恩会が、資料散逸をおそれて建てた文庫と展示室。ここに約一万冊の蔵書と数千の遺稿、遺著が保存されていた。今日、石川の豊富な資料が残っているのは、この文庫が大きな役目を果たしたためである。内部に収蔵されていた蔵書、遺稿等は現在伝習館書庫に移されている。】。案内板の【三ツ井文庫】は誤植で、【三井文庫】が書くのが正しい。
  - 川上富三は、『石川理紀之助翁研究拾遺－遺蹟地は語る－』で三井文庫の完成を昭和12年としている。
  - 石川会を後援した財団法人三井報恩会（昭和9年4月設立）が資料の散逸を防ぐために建造した文庫と展示室。石川の読破した書籍1万冊、日記、歌稿、適産調や吉凶屏風、探針(さぐり杖)、旅行用具などの遺稿、遺品を保存していた。

- 石川会館（いしかわかいかん）
  - 石川会館前の案内板は、【石川翁没後、門人等が集まって、翁の精神の継承と顕彰に努めることを考え、石川会を組織し、その活動拠点としてこの会館を建てた。門人伊藤理一郎が自宅裏にあった青年研修のための建物を移したものである。会誌を発行し、映画をつくり、講習会を行い、遺稿の発行等の事業をこの会館で行った。】。
  - 理紀之助の没後、大正9年に石川の精神の継承と事績の顕彰のために門人たちが石川会を組織する。その活動拠点として、飯田川町下虻川に集会と修練の場として大正11年に一心学館を建設。第12回石川会が一心学館で開催され、40名出席。青少年の講習会と夜学会に使用された。大正12年に移設、増築して石川会館と改称した。この会館で会誌の発行、講演会の開催、遺稿の刊行などが行われた。

- 石川家本宅（いしかわけほんたく）
  - 1847年（弘化4年）に建造されたが、石川は生涯を通してこの本宅を改造、増築などの手を加えることはなかった。

- 石川神社（いしかわじんじゃ）、堂林（どうりん）
  - 石川居村の中央部の小高い丘に建立された産土神（うぶすながみ）の八幡宮で、いつのころからか石川神社と称された。
  - 1910年（明治43年）八幡神社の祭典に、山田の村民が理紀之助の木像を祠に納めた。末長く村を見守ってもうらう意味で、いわゆる生祀とは異なるものであった。
  - 堂林は神社の裏手の杉林で、理紀之助が村の基本財産として植林したもの。

- 農業畊作会記念碑（のうぎょうこうさくかいきねんひ）
  - 農業畊作会記念碑は、石川はじめ創立者13名が全員逝去し、会員の子孫たちが農業耕作会の伝統を長く後世に残すために、農業耕作会の貯金の一部を記念碑の建造費にあてて1927年（昭和2年）9月に建造した記念碑である。
  - 1867年（慶応3年8月15日）、23歳、前年の凶作で、次代の山田村を背負っていくという自覚をもって実践的活動を開始するため、山田村の長男たち12名と【農業耕作会】を結成。農業政策を実際に試みた最初の組織で、石川の13回忌の昭和2年に解散した。

## 石川家歴代（石川家の系譜）
理紀之助は、明治20年43歳自作の【日拝板】に自らを12代と書き付けている。
川上富三は、『石川理紀之助翁研究拾遺－遺蹟地は語る』134頁で、初代－石川大学、2代－大学、3代－大学（1617年、元和3年没）、消失して不明、九右衛門（1691年、元禄4年11月没）、長十郎（1697年、元禄10年没）、九右衛門（1740年、元文5年没）とした。
筑波大学助教授の佐藤常雄は、『日本農書全集 第63巻』451頁に次のように記している。
- 石川理紀之助が1912年（明治45年）頃に作成した「石川家譜」によれば、石川家の祖は伊達藩の家臣であった石川大学仲光であり、1598年（慶長3年）頃に奥州松山（現 宮城県志田郡松山町）から羽後国秋田郡山田村に移住し、居村山田村と近隣村の開田と山林の育成を行ったとある。
- 初代－石川大学（没年不明）、2代－大学（1617年、天和3年2月5日没）、3代－九右衛門（1691年、元禄4年11月24日没）、4代－長十郎（1697年、元禄10年没）、5代－九右衛門（1740年、元文5年没）、6代－九右衛門（1748年、寛延元年没）、7代－長十郎（1775年、安永4年没）、8代－長十郎（1776年、安永5年没）、9代－右馬之助（1820年、文政3年3月24日没）、10代－源七（1833年、天保4年3月19日没）、11代－午五郎（1834年、天保5年没）、12代－長十郎（1889年、明治22年6月17日没）、13代－理紀之助（1915年、大正4年9月8日没）。

佐藤常雄は、理紀之助を13代と位置づけている。
先代の石川尚三が『石川理紀之助翁生誕150年記念誌』5頁に「曽祖父の生誕百五十年に想う－石川家十六代当主石川尚三」と題して、曽祖父理紀之助の決意と遺跡地のことを記している。従って、14代－老之助（1903年、明治36年没、理紀之助の次男）、15代－太朗（1956年、昭和31年没、老之助の長男）、16代－尚三（2003年、平成15年没、太朗の三男）、当代17代－紀行（理紀之助5代目、理紀之助の玄孫）となる。

## 石川の経済のことば14ヶ条
石川は生涯にわたり、多くの名言や格言を残している。代表的なものが、1888年（明治21年、44歳）、井上馨農商務大臣の招請を受けて上京し、郷里の農業改革の実績を報告した際に披瀝した14ヶ条の信条、すなわち【経済のことば】である。この訓言は、農業や企業経営に携わる人たちのみならず、現代人全般に向けたメッセージとして語りつがれている。
その中でも【寝て居て人を起こす事勿れ】の訓言は、実践躬行、率先垂範を意味し、石川の深いあたたかな人間愛から生まれてきたもので、石川の遺訓として著名である。なお、石川の自筆は必ず【寐て居て】で、【寝て居て】ではない。理由は、漢文の同訓異字において、【寐て居て】は＜寝入っていて＞、【寝て居て】は＜寝床で横になっていて＞を示すからである。
【経済のことば 14ヶ条】
- 1. 寝て居て人を起こす事勿（なか）れ
  - 自分は動かないで他人にやらせてはいけない。自分が先頭に立って手本を示し、人を動かすこと。
  - 『農商工公報』（農商務省）＝寐て居て人を起すこと勿れ
  - 『山田村経済新報記事』（農林省）＝寝て居て人を起す事勿れ

- 2. 遠国（おんごく）の事を学ぶには先ず自国の事を知れ
  - 外国のことを学ぶことはよいが、それにはまず自分の国のことを学んでからにしなさい。
  - 『農商工公報』（農商務省）＝遠國の事を學ふには先つ自國の事を知れ
  - 『山田村経済新報記事』（農林省）＝遠國のことを學ぶには先づ自國の事を知れ

- 3. 資金をのみ力にして起こす産は破れ易し
  - お金のみ頼りにする事業は破産しやすい。
  - 現存する石川自筆の5幅はすべて「破れ易し」と書き、「敗れ易し」ではない。
  - 『農商工公報』（農商務省）＝資金を力にして起す産は敗れ易し
  - 『山田村経済新報記事』（農林省）＝資金を力にして起す産は敗れ易し

- 4. 金満家の息子は多く農家の義務を知らず
  - 裕福に育った子供の多くは農家の義務を知らない。
  - 『農商工公報』（農商務省）＝金滿家の息子は多く農家の權利を知らす
  - 『山田村経済新報記事』（農林省）＝金滿家の息子は多く農家の義務を知らず

- 5. 経済は唯沢山に金銭を持つことに非（あら）ず
  - 農家の経済は単に金持ちになることではない。
  - 『農商工公報』（農商務省）＝經濟は唯金銀を澤山に持つことにあらす
  - 『山田村経済新報記事』（農林省）＝經濟は唯だ金錢を澤山持つ事に非ず

- 6. 勧業の良結果は多く速成を要せざるにあり
  - 産業を奨励して良い成果を得るには、じっくり取り組んで、結果を急いではならない。
  - 『農商工公報』（農商務省）＝勸業の良結果は多く速成を要せさるに在り
  - 『山田村経済新報記事』（農林省）＝勸業の良結果は多く速成を要せざるに在り

- 7. 農家にして蓄財を望まば耕地に貸付けて利を取れ
  - 農家で金を貯めたければ、農耕地に手を加えて収益を上げなさい。即ち農地を大切にしなさい。
  - 『農商工公報』（農商務省）＝農家にして蓄財を望まは耕地に貸付けて利を取れ
  - 『山田村経済新報記事』（農林省）＝農家にして蓄財を望まば耕地に貸付けて利をとれ

- 8. 樹木は祖先より借りて子孫に返すものと知れ
  - 山林は先祖から借りて子孫に返すものだと心得なさい。即ちみだりに自分で処分してはいけない。
  - 『農商工公報』（農商務省）＝樹木は祖先より借りて子孫に返すものと知れ
  - 『山田村経済新報記事』（農林省）＝樹木は祖先より借りて子孫に返すものと知れ

- 9. 人力（じんりょく）のみにて成就するものは永久の産にならず
  - 人の力のみで成し得る事は、永久の財産ではない、長く続かない。即ちよく考えて事を為すこと。
  - 現存する石川自筆の5幅はすべて「永久の産にならず」と書いている。
  - 『農商工公報』（農商務省）＝人力のみにて成熟するものは永久の産と成らす
  - 『山田村経済新報記事』（農林省）＝人力のみにて成就するものは永久の産にあらず、【あらず】は誤植と思われる。

- 10. 子孫の繁栄を思わば草木に培養することを以て悟れ
  - 子孫の繁栄を願うのであれば、草木に付加価値をつけることが大切である。
  - 現存する石川自筆の5幅はすべて「草木に培養する」と書き、「草木を培養する」ではない。
  - 『農商工公報』（農商務省）＝子孫の繁栄を思はゝ草木に培養することを以て悟れ
  - 『山田村経済新報記事』（農林省）＝子孫の繁栄を思はゞ草木を培養することを以て知れ、【草木を】は誤植と思われる。

- 11. 国の経済を考えて家の経済を行え
  - 国全体の利益を考えて、自分の家の利益を考えなさい。即ち国の流れをよく見て考えること。
  - 『農商工公報』（農商務省）＝國の經濟を考へて家の經濟を行へ
  - 『山田村経済新報記事』（農林省）＝國の經濟を考へて家の經濟を行へ

- 12. 豊年にも大凶作あり気を付けて見よ
  - 豊年の年でも大変な事態が起きるかもしれないので、注意深く観察しなさい。
  - 『農商工公報』（農商務省）＝豐年にも大凶作あり氣を付けて見よ
  - 『山田村経済新報記事』（農林省）＝豊年にも大凶あり氣をつけて見よ、【大凶】は誤植と思われる。

- 13. 金銭はみだりに集むる事易くしてよく使う事難（かた）し
  - お金を集める（貯蓄する）ことは簡単だが、有効に使うことは難しい。
  - 現存する石川自筆の5幅はすべて「よく使う事難し」と書き、「よく使う事は難し」ではない。
  - 『農商工公報』（農商務省）＝金錢は濫りに集むる事は易くして能く使ふ事は難し
  - 『山田村経済新報記事』（農林省）＝金錢は濫りに集むる事は易くして能く使ふ事は難し

- 14. 僥倖（ぎょうこう）の利益は永久の宝に非（あら）ず
  - 偶然に得た利益は永久の宝にはならない。
  - 『農商工公報』（農商務省）＝僥倖の利益は永久の寶にあらす
  - 『山田村経済新報記事』（農林省）＝僥倖の利益は永久の寶に非ず

## 著書
- 著書は871冊。一覧は、児玉庄太郎『偉人石川翁の事業と言行』（平凡社）、『石川翁遺稿目録』（農林省農業総合研究所積雪地方支所）、川上富三『石川理紀之助』（石川翁遺跡保存会）に記載されている。その内、適産調の731冊は、児玉庄太郎『偉人石川翁の事業と言行』（平凡社）、川上富三『石川理紀之助翁 遺稿・遺著目録』（昭和町教育委員会）などに記載されている。
- 『秋田のむかし 全三巻』（1898年-1901年刊） - 郷土の古書を活字にして出版したもの。
- 『草木谷庵の手なべ 前編』（1898年刊） - 救荒食物の栽培法及び調理法の本。
- 『草木谷庵の手なべ 後編』（1898年刊） - 同上
- 「適産調要録」（1917年（大正5年）刊）- 『明治大正農政経済名著集 第14巻』収録（農山漁村文化協会、1976年）。石川理紀之助の適産調の要録。
- 「老農晩耕録」（1916年（大正5年）刊）- 『明治大正農政経済名著集 第14巻』収録（農山漁村文化協会、1976年）。石川理紀之助の仙北郡強首村九升田の実践記録。
- 「耕作会」（1867年（慶応3年））刊）- 『日本農書全集 第63巻 農村振興』収録（農山漁村文化協会、1995年）。石川理紀之助が開催した「農業耕作会」の記録。「農業耕作会」は会員相互間の資金と食料の融通組織であるとともに自主的な学習会と農事懇談会でもあった。理紀之助は慶応3年には石河理記之介貞直と名のり、慶応4年（明治元年）～明治10年は石川理記之助と名のったことがわかる。
- 「稲種得失弁」（1901年（明治34年））刊）- 『明治農書全集 第2巻 稲作・一般』収録（農山漁村文化協会、1985年）。石川理紀之助が各地の稲の種もみを取り寄せて、自家の水田で数多くの稲種試験を行った実践記録。
- 「夢のあと」（明治22年刊）（龍星閣、昭和26年刊）石川翁が愛児の出奔の跡を尋ねあるき、遂に千島にその白骨を発見するまでの子を思ふ心の闇の旅日記。

### 石川理紀之助百歌集
【石川理紀之助百歌集】は、種苗交換会の育ての親である秋田県の農事功労者として、さらには歌人として名高い石川理紀之助が、最晩年の大正4年に自身の詠草25万～30万首の中から100首を自選し、色紙大の紙に一首ずつ百首書いたものである。巻頭には山田石川家の写真と、石川の晩年の写真を貼り付け、仏教哲学者の井上円了の漢詩の「其妙入神、其技驚鬼」の讃を添え、俳人の瀬川露城の俳句、画家の渡辺直堂の絵が加えられている。折りたたみ手本形式で二冊にわけて表具してあり、まことに立派なものである。
【石川理紀之助百歌集】は、和歌の門人の菊池長三郎に揮毫した百教訓歌集である。山形県生まれの菊池長三郎は、壮年の頃、秋田県北秋田郡阿仁合町に居住し、写真業のかたわら石川に和歌を学んだ。菊池長三郎は昭和初年頃に世を去り、百歌集帖は女婿某の譲られる所となった。その後、昭和12年初秋に隣県から秋田県立図書館にもたらされた百歌集帖をめぐり、譲渡の交渉が始まった。これを県内に留め置けないならば、石川に対し全く申し訳のたたないことであったが、当時としては非常に高価だったため、初めはむなしく手をこまねくほかなかったようである。幸い、昭和6年～9年（第54回～第57回）種苗交換会の会頭で前秋田県農会長であり、秋田県仙北郡内小友村長でもあった佐藤維一郎の多大の厚志により、昭和13年4月秋田県立図書館に寄贈され、永久保存される運びとなった。
昭和20年6月27日には、第二次世界大戦の空襲による焼失を防ぐため、その3年前の昭和17年に設置されていた石川文庫（具体的には大正6年に建造されていた遺書文庫）への疎開が行われた。
原本の外題（げだい）は【石川理記之助百歌集】で、【紀】が【記】になっている。
くずし字の原文は、小林忠通『秋田県立図書館所蔵 日本人の心 定本 石川理紀之助百歌集 増補改訂版』（秋田県立図書館所蔵、横手市立横手図書館所蔵）に記されている。
- 秋田県立図書館デジタルアーカイブ 石川理紀之助百歌集（第一冊）
- 秋田県立図書館デジタルアーカイブ 石川理紀之助百歌集（第二冊）

- 001. <秋寒（あきさむ）> 種瓜の 枯れて残れる 裏畑に 吹く風寒し 小山田の里
  - 秋寒は秋になって感じはじめる寒さ。
  - 石川が草木谷に庵を結んで貧農生活の過ごした時の和歌。

- 002. <山居にて> 世を捨てて 独（ひと）り住む身は 思うこと なくて寝られぬ 夜半（よは）もありけり
  - 山居生活の心境。夜半はよる、よなか。
  - 石川が草木谷に庵を結んで貧農生活の過ごした時の和歌。

- 003. <（無題）> 朝にとく 起きよと人を 叱るより 遅く寝るなと すすむるぞ良き
  - とく（疾く）は早くの意。朝の早起きを奨励。

- 004. <みなと> 賑わしく 舟の出入（いでい）る 港には いつも黄金（こがね）の 波ぞ寄りくる

- 005. <むら> たちまちに 家は続きて 村境（むらさかい） 分かぬばかりに なりにけるかな

- 006. <（無題）> みちぬれば 欠くる習いを 月影の 上にのみとや 人の見るらん

- 007. <（無題）> 大方の 事は昔の ままにして 賢き人も おきける物を

- 008. <声> 睦まじく 親子兄弟（おやこはらから） 打ち集（つど）い 笑うにまさる 声なかりけり
  - 大正7年9月8日、この和歌の歌碑が能代公園二の丸に建立されている。

- 009. <思うこと> 怠らず 業（わざ）いそしめば 月花に 遊ぶいとまも ある世なりけり

- 010. <竹> 一（ひと）もとの 竹の中にも 憂（う）き節と 嬉（うれ）しき節の ある世なりけり

- 011. <児島高徳> 桜木に とどめし君が 唐歌（からうた）に 大和心は あらわれにけり
  - 児島高徳は、鎌倉時代末期～南北朝時代にかけて活躍したとされる、備前国児島郡林村出身の武将。

- 012. <（無題）> 足ることを 守る心の 奥にこそ 黄金花咲く 山はありけれ

- 013. <兼好法師> 人訪わぬ 双ヶ丘（ならびがおか）の 春雨に 徒然草（つれづれぐさ）や 萌え出（い）でにけん
  - 兼好法師は吉田兼好。鎌倉時代末期の歌人、随筆家。『徒然草』の著者として有名。
  - 双ヶ丘は、京都府京都市右京区御室双岡町に所在する国の名勝に指定されている孤立丘。

- 014. <除草> 蟹爪（かにつめ）も 車もあれど 田草取り 業（わざ）は人手に 及ばざりけり
  - 蟹爪は雁爪（がんづめ）。農具の一つ。歯が三～四本に分かれ、内側に曲がっている鍬。短い柄をつけて田の株間の打ち返しや除草に用いる。
  - 雁の爪に似ていることからこの名がある。明治44年6月17日に豊川で蟹爪競争会を行っている。業は仕事。

- 015. <江上春月> 難波江（なにわえ）の 葦（あし）の角組（つのく）む 夕べより 月は朧（おぼろ）に なりにけるかな

- 016. <（無題）> 下（しも）に居る 事の難きを 忍ばずば 人の上にも 立たれざりけり

- 017. <（無題）> 馬の上の 眠りに似たる 世なりけり 落ちぬ限りは 覚（さ）めじとぞ思う
  - 原文のねふりは居眠りのこと。

- 018. <（無題）> 老いの坂 のぼるにつけて 一向（ひたすら）に 杖と頼むは 子供なりけり

- 019. <夕立雲> 夕立の 山の端（は）つたう 浮き雲は 目にかかるさえ 涼しかりけり

- 020. <蝸牛（かたつむり）> 重荷（おもに）負（お）いて 遠き道行く ことわりを 知らせ顔なる かたつむりかな

- 021. <（無題）> 中々に 得たる宝を 捨てるかな 黄金花咲く 山を尋（たず）ねて

- 022. <隣> 何事も 心易きは 行いの 善（よ）き人住める 隣なりけり

- 023. <夕春雨> 山本は 霞ながらに 暮れにけり 梅咲く頃の 春雨の空

- 024. <地震> おそろしき ないに思えば あらがねの 地の底までも 浮世なりけり
  - ないは古語で地震のこと。あらがねのは「地」にかかる枕詞。通常、あらがねは、山から掘り出したまま精錬していない金属。

- 025. <馬車（うまぐるま）> 知る知らぬ 乗ればすなわち 馬車 膝を交（まじ）うる 仲となりぬる

- 026. <橋> 空蝉（うつせみ）の 世渡る橋の 危うきは 人の心の 動くなりけり
  - 空蝉のは「世」にかかる枕詞。空蝉はこの世に生きている人間のこと。

- 027. <夕顔> 手弱女（たおやめ）が 手よりこぼれし 種ならん 垣根に白き 夕顔の花
  - 手弱女はやさしい女性、しとやかな女性。

- 028. <川千鳥> 墨染（すむぞめ）の 夕山嵐 吹き落ちて 川添い堤 千鳥鳴くなり
  - 川千鳥は川にいる千鳥。墨染は墨で染めたような黒い色。

- 029. <静> 群肝（むらぎも）の 心静かに なす業（わざ）は 急がんよりも 物のはかゆく
  - 群肝のは臓腑に心が宿ると考えたことから、「心」にかかる枕詞。

- 030. <別恋> 立出でて 見送る影を へだてたる 岡邊の松は 誰か植えけん
  - 岡邊（岡辺）は岡のあたり。次の一首が古今和歌集にある。夕月夜 さすやをかべの 松の葉の いつともわかぬ 恋もするかな

- 031. <酒> 過ごすなと 言われし親の 心をば 酒より先に 汲むべかりけり

- 032. <（無題）> おのが身の 老いを忘れて いつまでも 子を幼しと 思いけるかな

- 033. <寄道祝> 古（いにしえ）の 千代の古道 ふみわけて 更に開くる 世にも有るかな

- 034. <（無題）> 黄金（こがね）のみ 国の宝と 思うこそ 下りたる世の しるしなりけれ

- 035. <（無題）> 味あれば 飽くこと易し なかなかに 味なき物の 味をこそ知れ

- 036. <馬車> 打てば火の いずるばかりの やせ馬に 車引かせて 追う世なりけり

- 037. <（無題）> 人の身の 楽しき種と なるものは 足ることを知る 心なりけり

- 038. <鬼> 法の師の 説くや奈落（ならく）の 底よりも 心の鬼の 恐ろしきかな

- 039. <愛菊> 余り苗 植えし中より 珍しき 菊の一花 咲き出（い）でにけり

- 040. <盃> 三つ二つ 掟正しく 飲むほどは 盃ごとの 盛りなりけり

- 041. <菅（スゲ）> 奥山の 岩もと 小菅（こすげ） 徒（いたずら）に 今年の夏も 刈る人はなし

- 042. <老> かばかりの 事も老いては 忘るやと 人を言いしは 昨日なりしを

- 043. <汽車> 夜昼と はしる車の 道にさえ 猶枕木の ある世なりけり

- 044. <山水> 世の中の 塵（ちり）も交（まじ）らぬ 足引（あしび）きの 山下水の 音のさやけさ
  - 足引きのは「山」にかかる枕詞。語義とかかる理由は未詳。『万葉集』では「あしひきの」だが、中世以降は濁音化する。

- 045. <夕落葉> 夕月夜 ねぐらにかえる 山鳩に 枝を譲りて 散る木の葉かな

- 046. <（無題）> 口にのみ 言う人多し 幾十度（いくそたび） 見つつ聞きつつ 行わずして
  - 幾十度は何十回、何度も、たびたび。

- 047. <（無題）> 狙い打つ子等が 巷（ちまた）の 雪礫（ゆきつぶて） 外（はず）れがちなる 世にこそありけれ

- 048. <書籍> 古（いにしえ）の 聖（ひじり）のふみは 世の人の 心の闇を照らす ともし火
  - 古の聖は諸国をめぐって勧進、乞食（こつじき）して修行した高野聖や遊行聖。

- 049. <新年> 老いゆくも 思い忘れて 嬉しきは 年の始めの 心なりけり

- 050. <谷余花（たによか）> 風うとき 谷間に残る 花見れば 世に知られぬも 嬉しかりけり
  - 余花は初夏を表す季語。立夏前の桜は残花、立夏後の桜は余花。

- 051. <野径月> 行けど行けど 月には触る くまもなし 野は鳴く虫の 声ばかりして
  - くまもなしは、くもりやかげがまったくないこと。

- 052. <山居にて> 山に居れば 猿に似たれど 世の中の 人まねせぬぞ 我が心なる
  - 石川が草木谷に庵を結んで貧農生活のはじめた時の和歌。

- 053. <（無題）> とく馳（は）せて 荷鞍（にくら）をかえす 若馬は みな腹帯の ゆるきなりけり
  - とく（疾く）は早くの意。「若馬」が「若駒」（若い馬の意）の和歌もある。

- 054. <（無題）> 磨くその 力によりて 瓦とも 玉ともなるは 心なりけり
  - 石川の代表作。

- 055. <岸藤花> 里人が 小舟をつなぐ 川岸の うつぼ柳に 藤咲きにけり

- 056. <（無題）> 人の為 涼しき風を いだすには 扇も骨を 折る世なりけり

- 057. <竹馬> 竹馬に 乗りて遊びし 友垣も 一ふしあるは 少なかりけり

- 058. <（無題）> 老いは世の 宝なりけり 若竹の 笛にならぬを 見るにつけても

- 059. <外交> 海よりも 大御心（おおみこころ）の 広ければ 世に交わらぬ 国なかりけり
  - 大御心（おおみこころ）は天皇の心を敬っていう語。
  - 大御心（おおみごころ）と読むと、明治神宮のおみくじとなる。

- 060. <（無題）> 海山は 神のつくれる 庭なれや 見れど飽かれず 行けどつきせず

- 061. <氷解> 吹くままに 解け行く池の 薄氷（うすらい）は 風のわたるも 危うかりけり

- 062. <盆栽> 窓の内に もてはやされて 霜雪を 知らぬ草木も ある世なりけり

- 063. <梅雨> 谷川の 水の白波 岩越えて 山かげ暗く 五月雨（さみだれ）ぞ降る
  - 石川が草木谷に庵を結んで貧農生活の過ごした時の和歌。

- 064. <（無題）> 幸（さいわ）いを 願わば 早く改めよ 神の嫌いの 朝寝夜遊び

- 065. <浦舟> 松原を 背向（そがい）になして 風早の 三保の浦舟 沖に出（い）でにけり
  - 背向は背後。「松原をうしろになして」の和歌もある。

- 066. <磯松> 枝たれて 下這（は）う磯の 老松は 風折れもなく 千代ぞ経（へ）にける

- 067. <誓恋> 誓いてし 我が中川は 年ふとも 淵にも瀬にも 変わらざりけり

- 068. <梅雨> 土に棲（す）む 虫もけものも 堪えかねて いずるばかりに 五月雨（さみだれ）の降る

- 069. <折にふれたる> 今朝（けさ）はまだ 山路を人の 越えざらん 雲のいかきぞ 顔にかかれる

- 070. <騒> 徒（いたずら）に 騒ぐを見れば 群肝の 心はいまだ すわらざるらん

- 071. <（無題）> とりわきて 忙がわしきは 千町田（ちまちだ）に 早苗を運ぶ 朝（あした）なりけり
  - 千町田は千町もある広い田という意味、千町の繁栄と千の田畑の収穫の恵みがあるようにとの思いを込めた縁起のよい語。

- 072. <山> 世の塵の 積もりてなれる 物としも 見えぬは山の 姿なりけり

- 073. <眉> 我が上の こともかからん なかなかに 近き眉毛の 目に見えずして

- 074. <（無題）> 田に畑（はた）に 大（おお）みたからの とる鍬（くわ）は 治まれる世の 剣なりけり
  - 百姓（ひゃくしょう、おおみたから）とは、元は百（たくさん）の姓を持つ者たちを指す漢語。

- 075. <（無題）> 田を作る 家の教えは 鋤鍬（すきくわ）を 自ら取るの 外（ほか）なかりけり
  - 長男民之助を失い、父と母を失ったあたりの感懐がみられないだろうか。

- 076. <柱> 草分けの 大家の柱 昔より その木の名さえ 知る人はなし

- 077. <（無題）> 三種（みくさ）こそ 君の御宝（みたから） 真鍬こそ 青人草（あおひとぐさ）の 宝なりけれ
  - 青人草は国民。人が増えるのを草が生い茂るのにたとえた語をいう。

- 078. <（無題）> 怠（おこた）らで 励め我が友 時計る 針さえ人を 振り起こす世ぞ

- 079. <（無題）> 村肝（むらぎも）の 心一つを 定めずば 人の上にも 立たれざりけり
  - 村肝は群肝と同。臓腑に心が宿ると考えたことから、「心」にかかる枕詞。

- 080. <（無題）> 飛ぶ蝿（はえ）の 清きを捨てて 汚（けが）れたる 物に集まる 人の世の中

- 081. <（無題）> 風も無く 降り積もりたる 白雪は 消ゆるにも又 はかなかりけり

- 082. <農夫> 黄金より 玉よりも猶（なお） 田を作る 人こそ国の 宝なりけれ

- 083. <池田光政> ともし火に 代えて植えたる 神杉も 宮の光と なりにけるかな
  - 池田光政は江戸時代前期の大名。播磨姫路藩主、因幡鳥取藩主、備前岡山藩主。幼時より学問を好み、藩政改革に尽力する。

- 084. <（無題）> 老いぬれば 目はかすめども 世の中の 人の心の くまぞ見えゆく
  - くまは心のうちに隠していること、隠し立て、秘密。

- 085. <福島正則> 繋（つな）がれし 碓氷（うすい）の山も 引き回す 力ありけり 幼子にして
  - 福島正則は安土桃山時代～江戸時代初期の武将、大名。
  - 碓氷の山は群馬県と長野県との境にある碓氷峠。

- 086. <（無題）> 子を持ちて 初めて知りぬ 数多（あまた）年 養われたる 親の心を
  - 長男民之助を失い、父・母を失ったあたりの感懐がみられないだろうか。

- 087. <山椿> 昔誰（むかしだれ） 住みけん跡ぞ 足引（あしび）きの 山下かげの 椿一むら

- 088. <竹> 友として 先（ま）ず学ぶべき 一（ひと）ふしは 空しき竹の 心なりけり

- 089. <（無題）> 子の為に 迷うと人に 言われても 思うは親の 心なりけり
  - 長男民之助を失い、父・母を失ったあたりの感懐がみられないだろうか。

- 090. <心> 剣太刀（つるぎたち） 鞘（さや）におさまる 君が代に 研（と）ぐべきものは 心なりけり
  - 明治41年2月の作は「君が代に」が「代となりて」になっている。

- 091. <故郷菊> ふるさとの これや籬（まがき）の 跡ならん 一もと咲けり 白菊の花

- 092. <往復はがき> 文通う 鴈（かり）のはがきに 残したる しらふや帰る 翅（つばさ）なるらん
  - 鴈（かり、がん）は雁の異字体。

- 093. <折にふれたる> 蝙蝠（かわほり）の 飛ぶかげ見えて 夏川の 岸の柳に 月はかかりぬ
  - 蝙蝠（かわほり）は、コウモリの古称。

- 094. <橋> 鉄（くろがね）の 柱を立てて 人皆の 世渡る橋も 作りてしかな

- 095. <（無題）> 散れば皆 人に踏まるる 世なりけり 春の桜も 秋の紅葉も

- 096. <（無題）> よく積みて よく散らすこそ 世の中に 愛（め）ずる黄金の 光なりけれ
  - 愛ずるは古語の愛づで、いとおしむ、大事にすることの意。

- 097. <（無題）> とく起きて わら打つ槌（つち）の 音聞けば 琴の音よりも 楽しかりけり
  - とく（疾く）は早くの意。

- 098. <水上霧> 山沢の 水の浮き霧 遠白く 立つかげ見えて 夜は明けにけり
  - 石川が草木谷に庵を結んで貧農生活の過ごした時の和歌。
  - 川上富三『石川理紀之助』に、草木谷山居当時、渓間を隔ててはるかにみさご池の夜明けの景を詠んだもので、さわやかな秋気を感じせしめる秀作と記載されている。

- 099. <（無題）> 心なく 流るる水も 触れて行く 物によりてぞ 音の変われる

- 100. <萬国祝> あだ波の よるひまもなし 八百萬（やおよろず） 神の守れる 浦安のくに
  - 八百萬の神は、神道における神観念で自然の全てのものに宿る多くの神。

## ミュージカル
- 【平成25年文化庁劇場・音楽等活性化事業 わらび座ミュージカル ～石川理紀之助ものがたり～ リキノスケ、走る！】
  - わらび座たざわこ芸術村小劇場で 2014年1月18日～3月20日開催。1月17日は子供たちの貸切講演。公演回数59回。
  - わらび座63年の歴史の中で小劇場最高の入場者数8,150名を達成した。
  - 作・演出／粟城宏、音楽／飯島優、振付／高田綾、キャストは高橋正作・石川理紀之助役／近藤真行、妻・志和子役／五十嵐可絵、息子・民之助役／柴田ゆう。